# Olaf Scholz

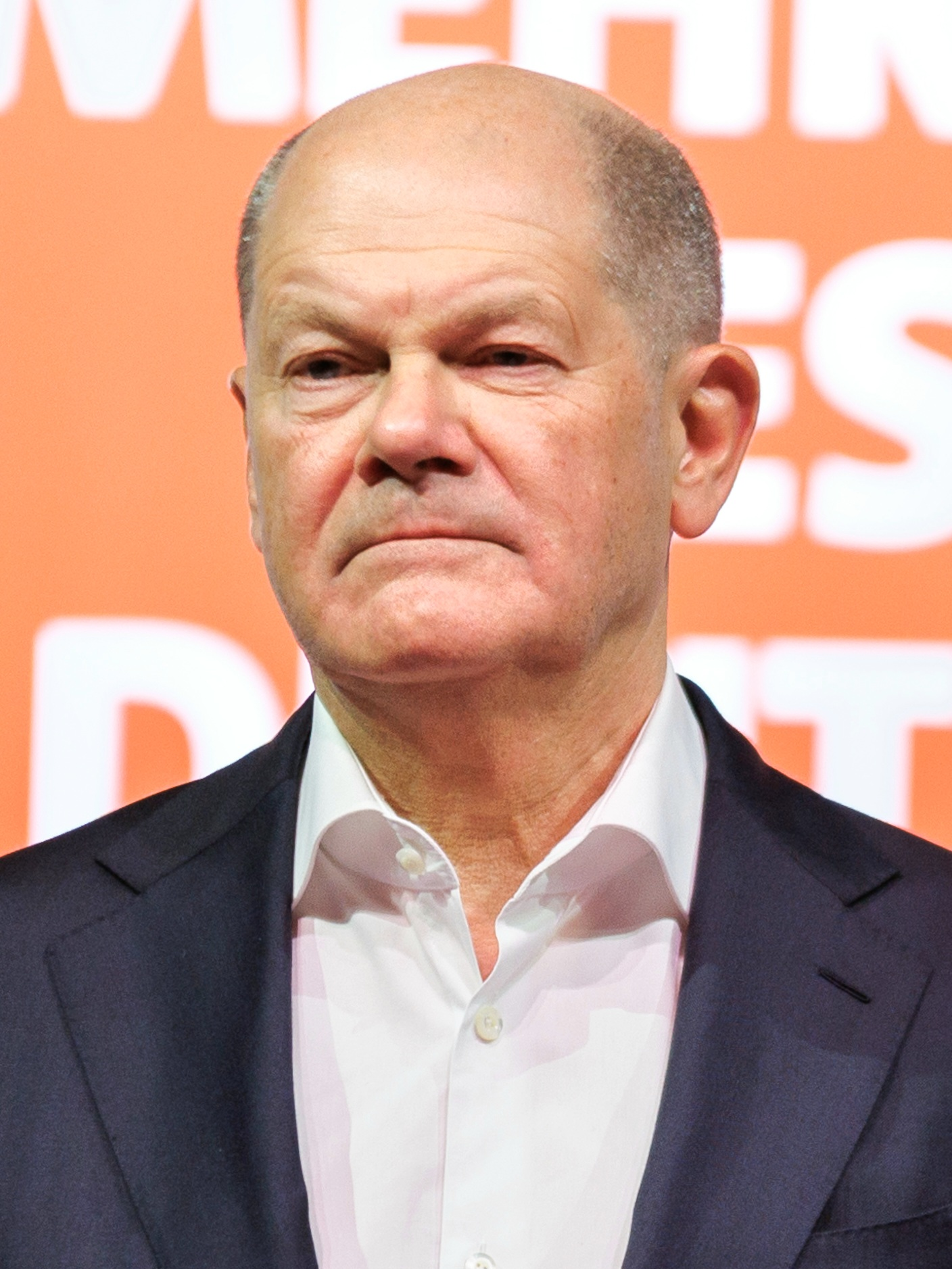
Olaf Scholz (2025)

Olaf Scholz (* 14. Juni 1958 in Osnabrück) ist ein deutscher Politiker (SPD). Er war von Dezember 2021 bis Mai 2025 der neunte Bundeskanzler der Bundesrepublik Deutschland.
Zuvor war er von 1998 bis 2001 und von 2002 bis 2011 Mitglied des Deutschen Bundestages und ist es seit 2021 erneut. Von November 2007 bis Oktober 2009 war Scholz Bundesminister für Arbeit und Soziales im Kabinett Merkel I sowie von 2018 bis zu seiner Wahl zum Bundeskanzler Bundesminister der Finanzen und Vizekanzler im Kabinett Merkel IV. Für die SPD trat er zu den Bundestagswahlen 2021 und 2025 als Kanzlerkandidat an.
Von März 2011 bis März 2018 war Scholz Erster Bürgermeister von Hamburg und zuvor kurzzeitig von Mai bis Oktober 2001 Innensenator der Stadt. Von April 2000 bis Juni 2004 sowie von November 2009 bis März 2018 hatte er den Vorsitz der SPD Hamburg inne, von Oktober 2002 bis März 2004 war er Generalsekretär der SPD sowie von November 2009 bis Dezember 2019 einer ihrer stellvertretenden Bundesvorsitzenden. Nach dem Rücktritt von Martin Schulz führte er von Februar bis April 2018 die Partei kommissarisch, eine Kandidatur als Co-Parteivorsitzender scheiterte 2019.

## Herkunft, beruflicher Werdegang

### Familie, Bekenntnis, Studium und Beruf

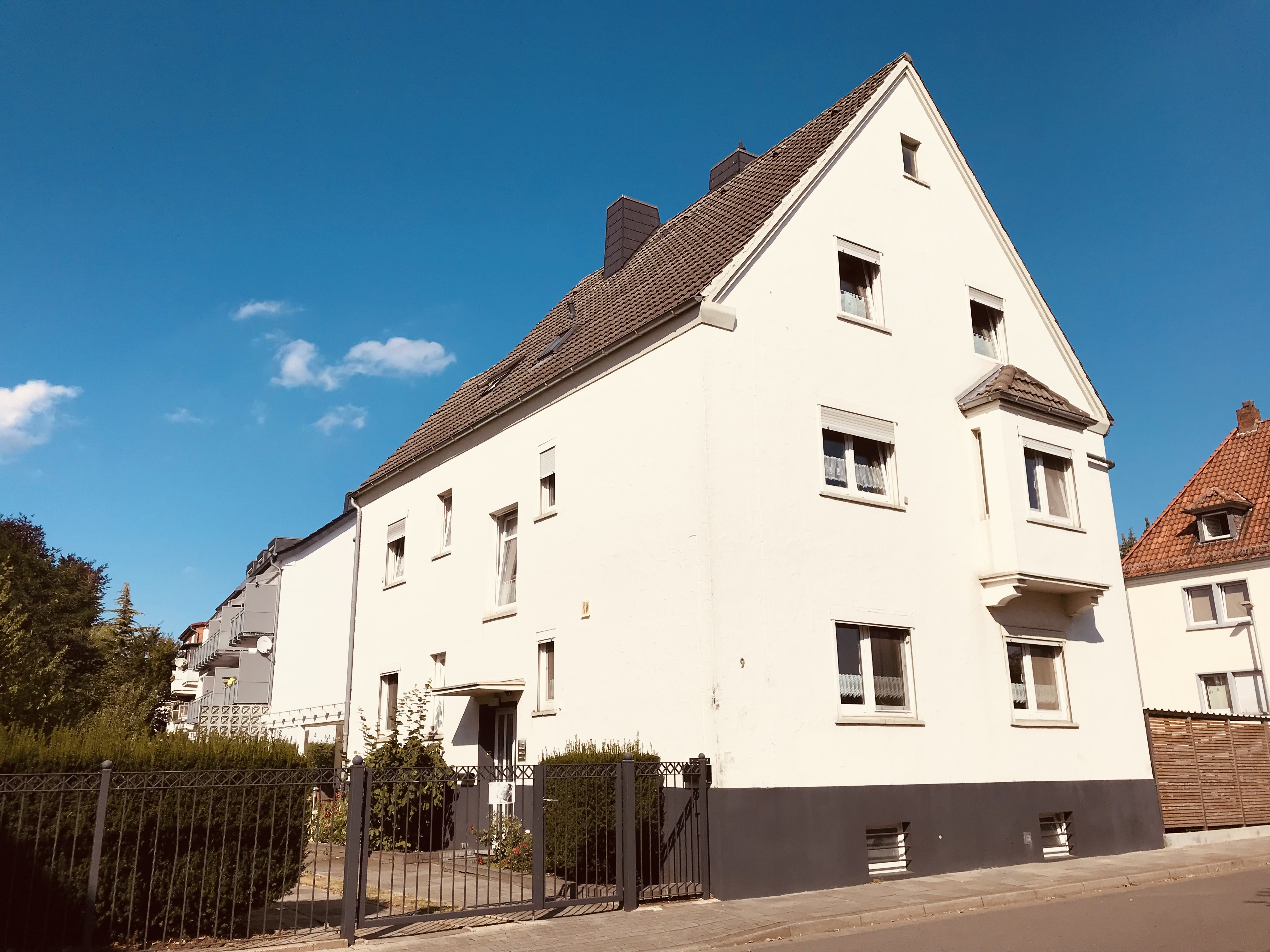
Elternhaus von Olaf Scholz in Osnabrück

Olaf Scholz wurde 1958 als ältester von drei Söhnen des damaligen Handelsvertreters Gerhard Scholz und seiner Frau Christel, geb. Grünewald, in Osnabrück geboren. Seine Eltern arbeiteten beide in der Textilwirtschaft; sein Vater hatte sich zum Geschäftsführer verschiedener Textilunternehmen hochgearbeitet. Scholz wuchs zunächst im Osnabrücker Stadtteil Schinkel, später in Hamburg-Rahlstedt auf. Sein Bruder Jens Scholz (* 1959) ist Anästhesist und seit 2009 Vorstandsvorsitzender des Universitätsklinikums Schleswig-Holstein, der jüngste Bruder Ingo Scholz (* 1961) arbeitet in der IT-Branche.
Olaf Scholz wurde in der Christianskirche in Hamburg-Ottensen getauft und war Konfirmand. Er trat später aus der evangelischen Kirche aus, ist seither bekennend konfessionslos und somit der erste konfessionslose Bundeskanzler. Dennoch betont Scholz den für ihn hohen gesellschaftlichen Stellenwert der Kirche und des Christentums, da sie die Kultur Deutschlands geprägt hätten.
Nach dem ersten Schuljahr in der Grundschule Bekassinenau im Hamburger Ortsteil Oldenfelde wechselte Olaf Scholz zur Grundschule Großlohering in Hamburg-Großlohe. Schon als Zwölfjähriger gab er, laut Aussagen seines Vaters, als Berufsziel „Bundeskanzler“ an. Nach dem Abitur 1977 am Gymnasium Am Heegen (Abiturnote: 1,6) im Ortsteil Rahlstedt-Ost begann er 1978 an der Universität Hamburg ein Studium der Rechtswissenschaft im Rahmen der einstufigen Juristenausbildung. Währenddessen lebte er in einer Wohngemeinschaft mit dem späteren Staatsrat Andreas Rieckhof. Nach seinem Examen 1984 absolvierte er bis Juli 1985 seinen 16 Monate dauernden Zivildienst in einem Pflegeheim.
Seit 1985 ist Scholz als Rechtsanwalt zugelassen. Als Bundeskanzler unterlag er einem Tätigkeitsverbot als Rechtsanwalt (§ 47 Abs. 2 BRAO). Er ist Partner der Anwaltskanzlei Zimmermann, Scholz und Partner in Hamburg, bis zu seiner Wahl in den Bundestag 1998 war er als Fachanwalt für Arbeitsrecht tätig, von 1990 bis 1998 auch als Syndikus beim Zentralverband deutscher Konsumgenossenschaften. Seit 2018 hält er kleine Anteile der Tageszeitung taz.
Olaf Scholz ist seit 1998 mit der SPD-Politikerin Britta Ernst verheiratet. Sie leben seit 2017 in einer Mietwohnung am Alten Markt in Potsdam. Das Lesen von Sachliteratur zählt seit jeher zu Scholz’ Lieblingsbeschäftigungen.

### Ehrenamtliches Engagement
Scholz war Mitglied der Hamburger Initiative Mehr Zeit für Kinder. Im November 2006 übernahm er die Schirmherrschaft des Projekts Bildung gegen Kriminalität – eine gewaltpräventive und schulfördernde Maßnahme in der Hamburger Plattenbau-Großsiedlung Osdorfer Born, die 2005 aus einer studentischen Bildungsbewegung entstanden war.

## Parteikarriere

### Jungsozialist und Kontakte zur DDR

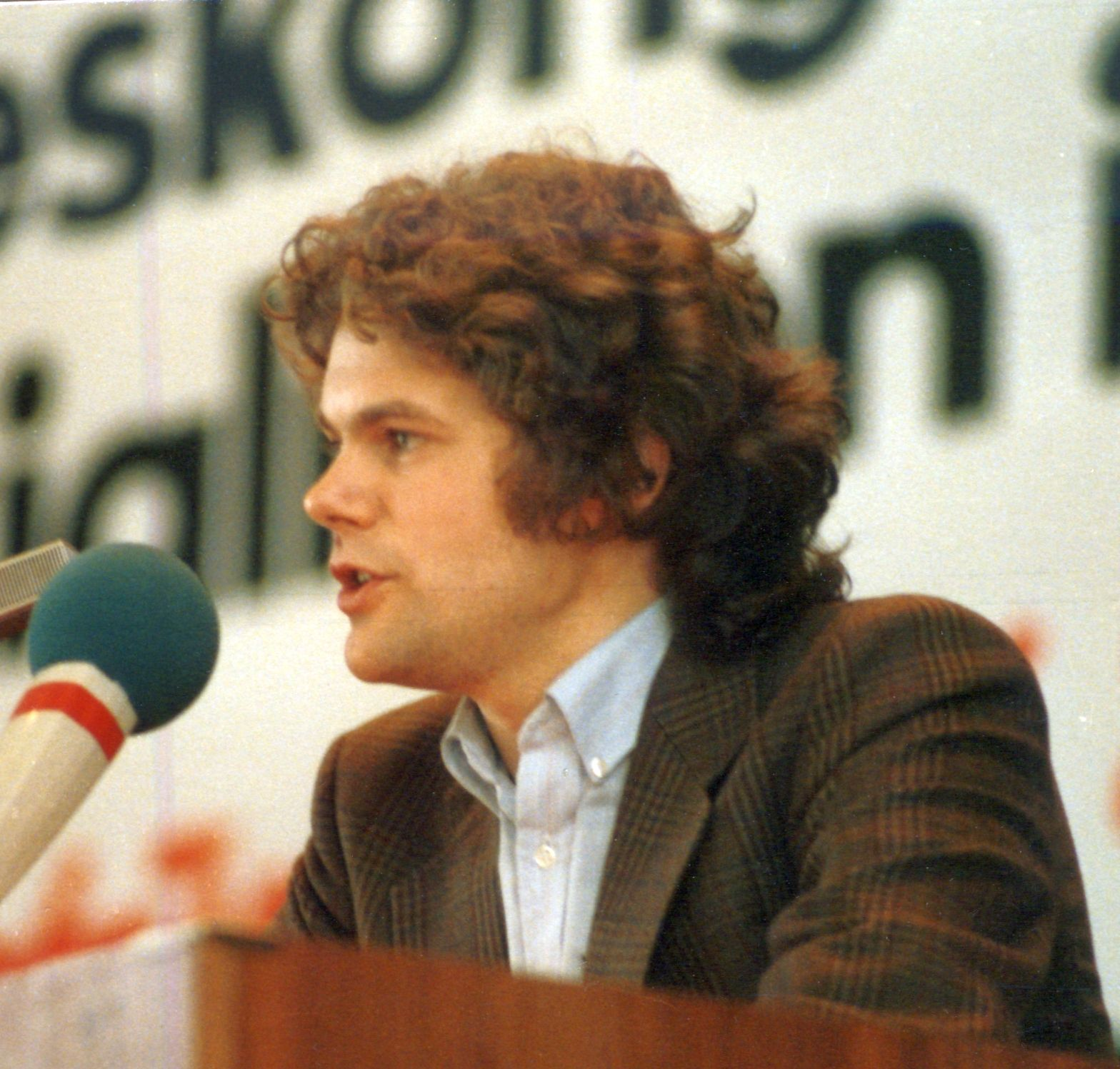
Olaf Scholz auf dem Juso-Bundeskongress (1984)

Scholz wurde 1975 als Gymnasiast Mitglied der Jusos, der Jugendorganisation der SPD. Von 1982 bis 1988 war er stellvertretender Juso-Bundesvorsitzender, von 1987 bis 1989 außerdem Vizepräsident der International Union of Socialist Youth. In dieser Zeit unterstützte er den Freudenberger Kreis (den marxistischen Stamokap-Flügel der Juso-Hochschulgruppen) sowie die Zeitschrift spw und warb in Artikeln für „die Überwindung der kapitalistischen Ökonomie“. Scholz kritisiert darin die „aggressiv-imperialistische Nato“, die Bundesrepublik als „europäische Hochburg des Großkapitals“ sowie die sozialliberale Koalition, die den „nackten Machterhalt über jede Form der inhaltlichen Auseinandersetzung“ stelle.
Stasi-Unterlagen belegen, dass Scholz als stellvertretender Juso-Bundesvorsitzender enge Beziehungen zu DDR-Funktionären unterhielt. In dieser Funktion besuchte Scholz zwischen 1983 und 1988 neunmal die DDR, führte dort politische Gespräche, trat als Redner auf öffentlichen Veranstaltungen auf und nahm an einem von der SED/FDJ organisierten „Internationalen Jugendlager“ teil. Am 4. Januar 1984 reiste Scholz mit einer Juso-Delegation in die DDR, wo sie von Egon Krenz, dem Sekretär des Zentralkomitees der SED, und dem ZK-Abteilungsleiter und späteren SED-Politbüro-Mitglied Herbert Häber empfangen wurden. Am letzten Tag führte die Delegation ein Gespräch im Institut für Internationale Politik und Wirtschaft. Gemäß dem Bericht darüber hätten die Jusos „keine Fragen mit provokatorischem Inhalt gestellt“, sondern vielmehr erklärt, das Bild der DDR in den Massenmedien der Bundesrepublik müsse positiver werden. 1987 trat Scholz als Juso-Vize auf einer Friedenskundgebung der DDR-Jugendorganisation FDJ in Wittenberg für Abrüstungsvereinbarungen ein. 1988 versicherte eine von Scholz mit geführte Juso-Delegation ihren Partnern von der FDJ, „dass die wahren Feinde des Friedens (…) im Militär-Industrie-Komplex der USA“ sowie in der „Stahlhelm-Fraktion“ der Unionsparteien zu suchen seien. Zugleich wurde Scholz jahrelang in Hamburg von der DDR-Auslandsspionage bespitzelt.

### Karriereverlauf in der SPD
Scholz war von 1994 bis 2000 Vorsitzender des SPD-Kreisverbands Altona. Von 2000 bis 2004 sowie vom 6. November 2009 bis zum 24. März 2018 war er Vorsitzender der SPD Hamburg. Der Landesverband Hamburg bestätigte Scholz in seinem Amt 2012 mit 94,2 Prozent, 2014 mit 94,8 Prozent und 2016 mit 97,4 Prozent der Stimmen.
Von 2001 bis 2019 gehörte er in verschiedenen Funktionen dem SPD-Parteivorstand an.
Vom 20. Oktober 2002 bis 21. März 2004 (damals regierte die rot-grüne Regierung Schröder II) war Scholz Generalsekretär der SPD. Auf dem Parteitag 2002 noch mit 91,3 Prozent der Stimmen gewählt, erhielt er bei seiner Wiederwahl 2003 lediglich 52,6 Prozent. Nach dem Rücktritt Gerhard Schröders als SPD-Vorsitzender trat Scholz ebenfalls zurück.
Im November 2009, kurz nach der Bundestagswahl 2009, wählte der SPD-Bundesparteitag ihn mit 85,7 Prozent der Stimmen zu einem der vier stellvertretenden SPD-Vorsitzenden.
Im Dezember 2011 wurde er mit 84,9 Prozent der Stimmen wiedergewählt, im November 2013 mit 67,3 Prozent der Stimmen, im Dezember 2015 mit 80,2 Prozent der Stimmen und im Dezember 2017 mit 59,2 Prozent der Stimmen.

Nachdem er die Wahl zum SPD-Vorsitz 2019 nicht gewonnen hatte, kandidierte er nicht mehr als stellvertretender Bundesvorsitzender.

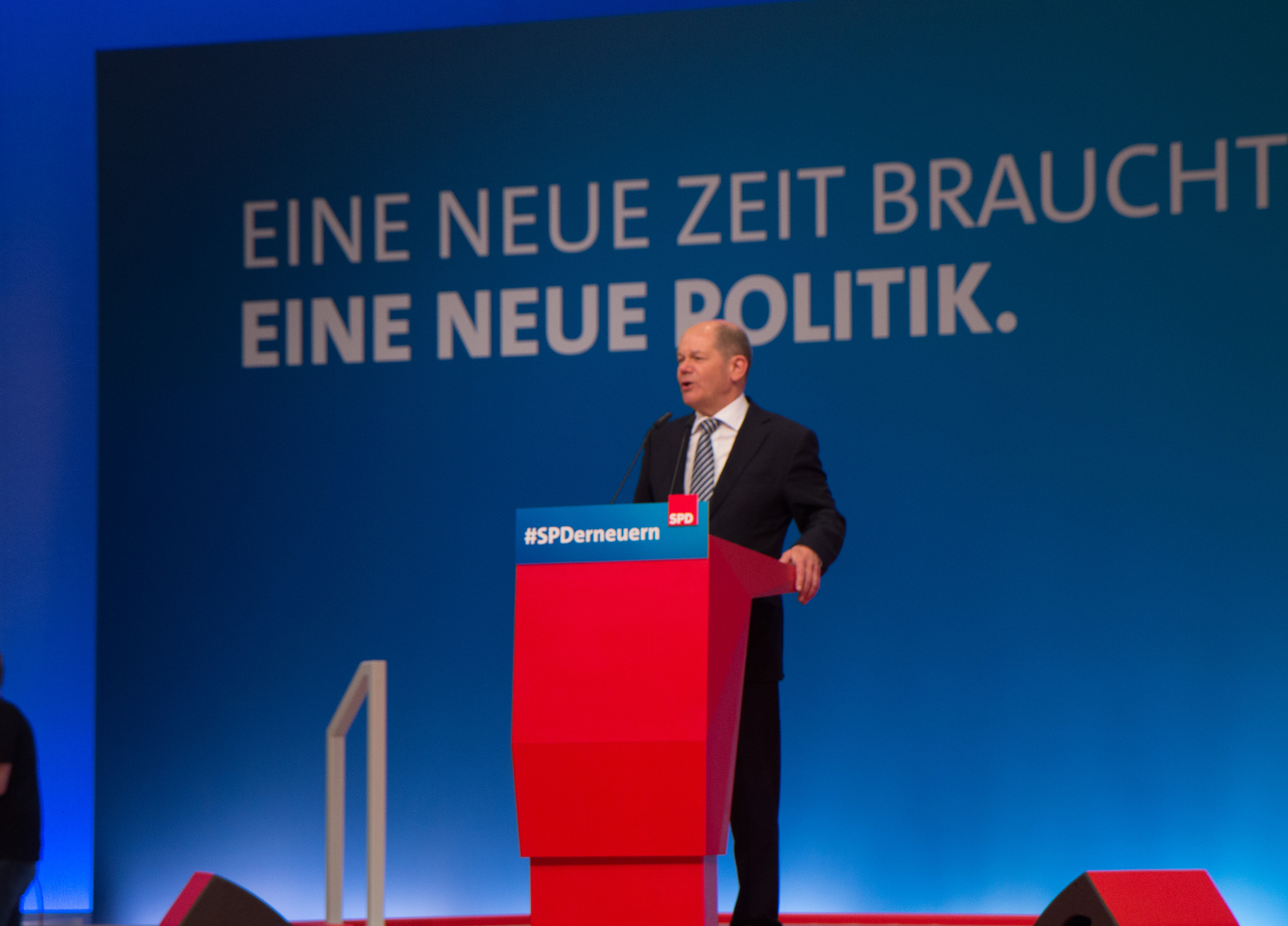
Olaf Scholz spricht auf dem außerordentlichen Bundesparteitag der SPD am 22. April 2018 im RheinMain CongressCenter in Wiesbaden.

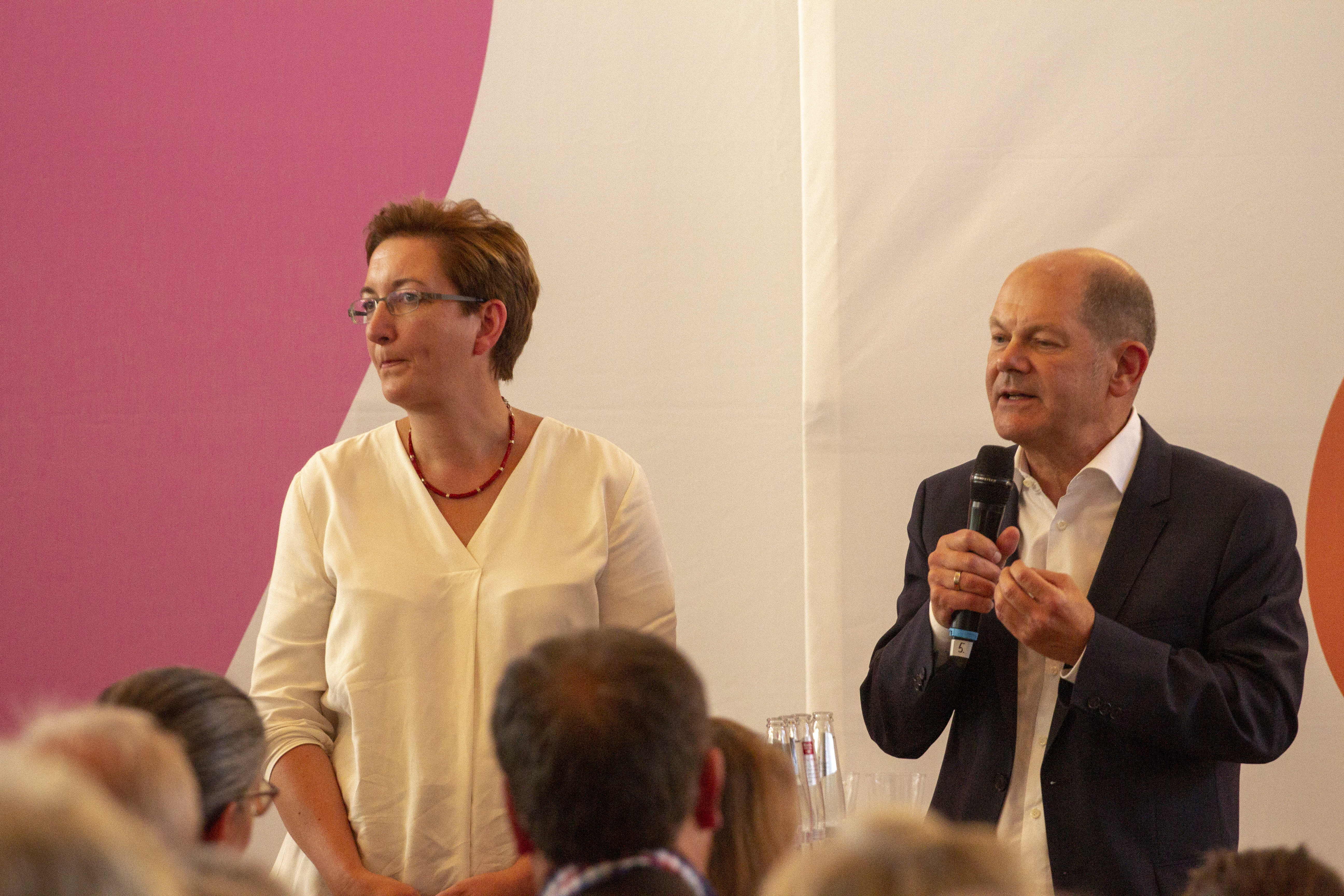
Klara Geywitz (l.) und Olaf Scholz (r.) bei der SPD-Regionalkonferenz zur Wahl des Parteivorsitzes am 10. September 2019 in Nieder-Olm

Nach dem Rücktritt von Martin Schulz übernahm Scholz am 13. Februar 2018 auf Beschluss des Parteipräsidiums als dienstältester stellvertretender Parteivorsitzender kommissarisch den Parteivorsitz. Gleichzeitig wurde die Fraktionsvorsitzende Andrea Nahles vom Präsidium als reguläre Nachfolgerin nominiert. Gegen ihre sofortige Berufung zur kommissarischen Parteivorsitzenden hatte es rechtliche und politische Einwände gegeben. Scholz' kommissarischer Vorsitz endete mit Nahles' Wahl zur Parteivorsitzenden am 22. April 2018.
Im Juni 2019 schloss Scholz eine Kandidatur für den Parteivorsitz nach dem Rücktritt von Andrea Nahles zunächst aus. Er erklärte, dass eine gleichzeitige Tätigkeit als Bundesfinanzminister sowie Parteivorsitzender „zeitlich nicht zu schaffen“ sei. Im August gab Scholz bekannt, doch für den Parteivorsitz kandidieren zu wollen, im Duo mit Klara Geywitz. Er begründete dies damit, dass viele derjenigen, die er für geeignet hielt, nicht kandidierten, und einer daraus resultierenden Verantwortung. Das Team Klara Geywitz und Olaf Scholz erhielt nach Abschluss des ersten Wahlgangs des Mitgliederentscheids am 26. Oktober 2019 mit 22,7 Prozent den höchsten Stimmenanteil der sechs zur Wahl stehenden Kandidatenduos. Es qualifizierte sich damit für die Stichwahl mit dem zweitplatzierten Team Saskia Esken und Norbert Walter-Borjans, das 21,0 Prozent der Stimmen erhielt. Am 30. November 2019 wurde bekanntgegeben, dass Esken und Walter-Borjans bei der Stichwahl 53,1 Prozent der Stimmen erhalten hatten, Geywitz und Scholz 45,3 Prozent.

### Kanzlerkandidatur (2021)

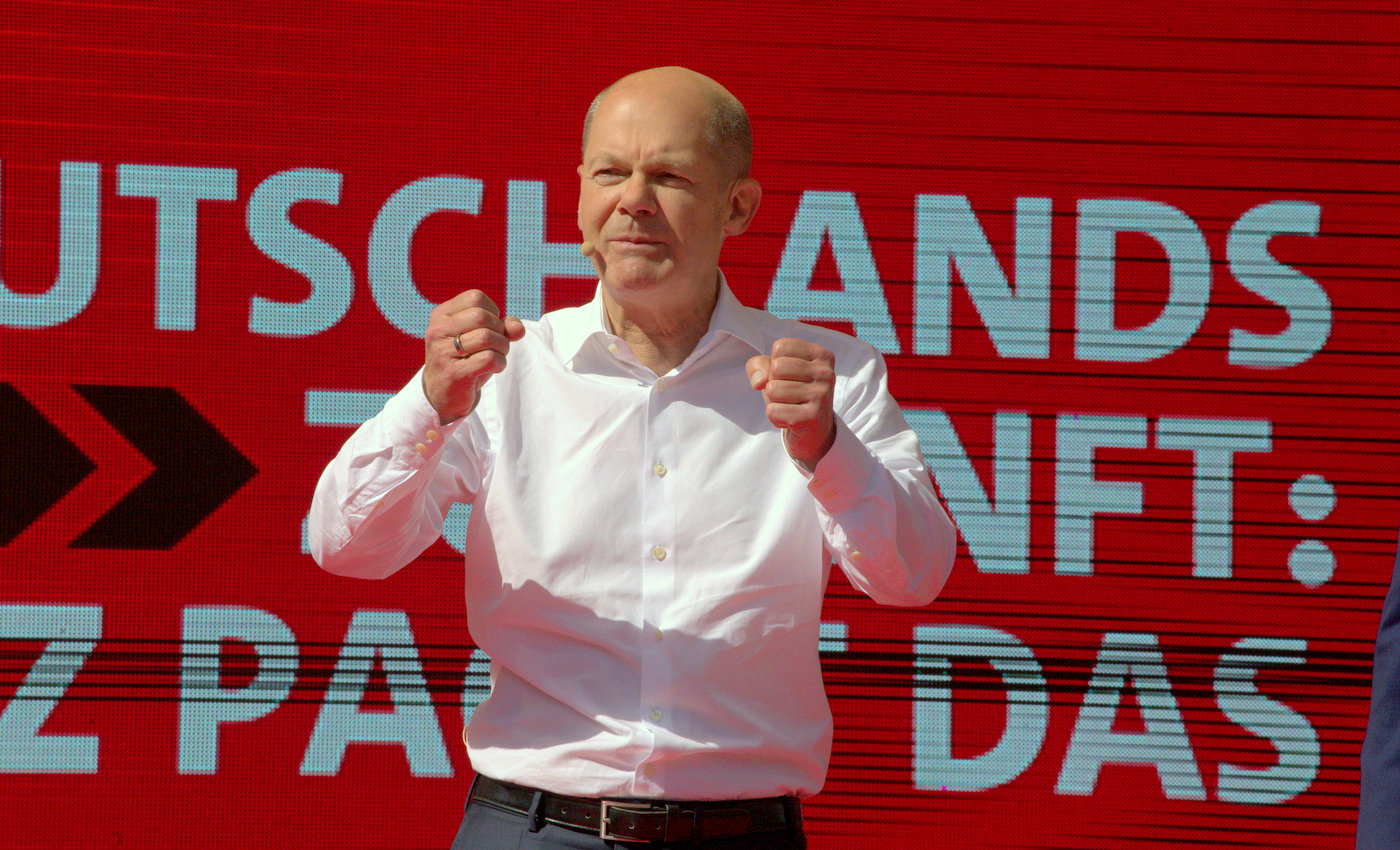
Olaf Scholz bei der SPD-Wahlkampfveranstaltung am 21. August 2021 in München

Am 10. August 2020 wurde Scholz auf Vorschlag der Vorsitzenden Saskia Esken und Norbert Walter-Borjans vom Parteivorstand der SPD als Kanzlerkandidat für die Bundestagswahl 2021 nominiert. Er war zu dem Zeitpunkt der in Umfragen beliebteste SPD-Politiker, aber beim linken Parteiflügel umstritten. Auf einem online abgehaltenen Parteitag wurde Scholz am 9. Mai 2021 mit 96,2 Prozent der abgegebenen Stimmen als Kanzlerkandidat bestätigt. Die SPD gewann am 26. September 2021 mit 25,7 Prozent der Zweitstimmen vor der Union mit 24,1 Prozent.

### Kanzlerkandidatur (2025)
Für die Bundestagswahl 2025 trat Amtsinhaber Scholz erneut als Kanzlerkandidat der SPD an. Auch Bundesverteidigungsminister Boris Pistorius, der in Umfragen zur Beliebtheit deutscher Politiker weit vor Scholz lag, war bis zu seinem selbst erklärten Verzicht als möglicher Kanzlerkandidat im Gespräch. Für Pistorius sprachen sich mehrere SPD-Politiker, darunter der ehemalige Parteivorsitzende Franz Müntefering, öffentlich aus. Am 25. November 2024 wurde Scholz vom SPD-Parteivorstand als Kanzlerkandidat nominiert. Auf dem SPD-Sonderparteitag am 11. Januar 2025 in Berlin wurde er zum Kanzlerkandidaten gewählt. Bei der Wahl musste die Partei mit 16,4 Prozent der Zweitstimmen ihr schlechtestes Ergebnis bei einer Bundestagswahl hinnehmen. Scholz kündigte am Wahlabend an, nicht als Verhandlungsführer in den anstehenden Koalitionsgesprächen zwischen SPD und Union zur Verfügung zu stehen. Sein Bundestagsmandat, das er als einziger SPD-Abgeordneter in Ostdeutschland im Wahlkreis Potsdam – Potsdam-Mittelmark II – Teltow-Fläming II mit 21,8 Prozent knapp direkt gewonnen hatte, werde er aber annehmen.

## Mitglied des Bundestages
Scholz war von 1998 bis 2001 und von 2002 bis zum 10. März 2011 Mitglied des Deutschen Bundestages. Im Untersuchungsausschuss zur Visa-Affäre war er Obmann der SPD-Fraktion. Am 13. Oktober 2005 wurde er zum Ersten Parlamentarischen Geschäftsführer der SPD-Bundestagsfraktion gewählt. Er übte dieses Amt bis zu seiner Ernennung zum Bundesminister für Arbeit und Soziales am 21. November 2007 aus. Sein Nachfolger war Thomas Oppermann. Außerdem war Scholz bis zu seinem Eintritt in die Bundesregierung Mitglied des Parlamentarischen Kontrollgremiums des Bundestages, das die Arbeit der Geheimdienste überwacht.
Im Bundestagswahlkreis Hamburg-Altona jeweils direkt gewählt, erreichte Scholz bei der Bundestagswahl 2005 45,9 Prozent der Erststimmen, bei der Bundestagswahl 2009 36,1 Prozent.
Am 22. Oktober 2009 wählte ihn die SPD-Bundestagsfraktion zu einem ihrer neun stellvertretenden Vorsitzenden. Scholz legte dieses Amt zusammen mit dem Bundestagsmandat am 10. März 2011 nieder, nachdem er drei Tage zuvor zum Ersten Bürgermeister Hamburgs gewählt worden war.
Bei der Bundestagswahl 2021 errang Scholz das Direktmandat im Wahlkreis Potsdam – Potsdam-Mittelmark II – Teltow-Fläming II mit 34,0 Prozent der Erststimmen. Auf die von ihm angeführte Brandenburger Landesliste entfielen 29,5 Prozent der Zweitstimmen.
Bei der vorgezogenen Bundestagswahl 2025 verteidigte Scholz das Direktmandat mit 21,8 Prozent der Erststimmen.

## Öffentliche Ämter

### Hamburger Innensenator (2001)
Am 30. Mai 2001 wurde Scholz Nachfolger des zurückgetretenen Innensenators Hartmuth Wrocklage in dem vom Ersten Bürgermeister Ortwin Runde geführten Senat der Freien und Hansestadt Hamburg (Senat Runde). Seine Amtszeit endete nach der Bürgerschaftswahl vom 23. September 2001 mit der Wahl Ole von Beusts (CDU) zum Ersten Bürgermeister am 31. Oktober 2001. Sein Nachfolger im Amt des Innensenators wurde Ronald Schill (Partei Rechtsstaatlicher Offensive).
Scholz führte im Juli 2001 als Hamburger Innensenator die zwangsweise Verabreichung von Brechmitteln zur Beweissicherung bei mutmaßlichen Drogendealern ein. Während die Senatoren des damaligen Koalitionspartners Grün-Alternative Liste (GAL) diese Maßnahme unterstützten, wurde sie vom GAL-Landesausschuss abgelehnt.

### Bundesminister für Arbeit und Soziales (2007 bis 2009)
Nach dem Rückzug Franz Münteferings aus dem Bundeskabinett (Kabinett Merkel I) war Scholz ab 21. November 2007 Bundesminister für Arbeit und Soziales, bis nach der Bundestagswahl 2009 am 28. Oktober 2009 eine Bundesregierung ohne Beteiligung der SPD (Kabinett Merkel II) berufen wurde.

### Erster Bürgermeister von Hamburg (2011 bis 2018)

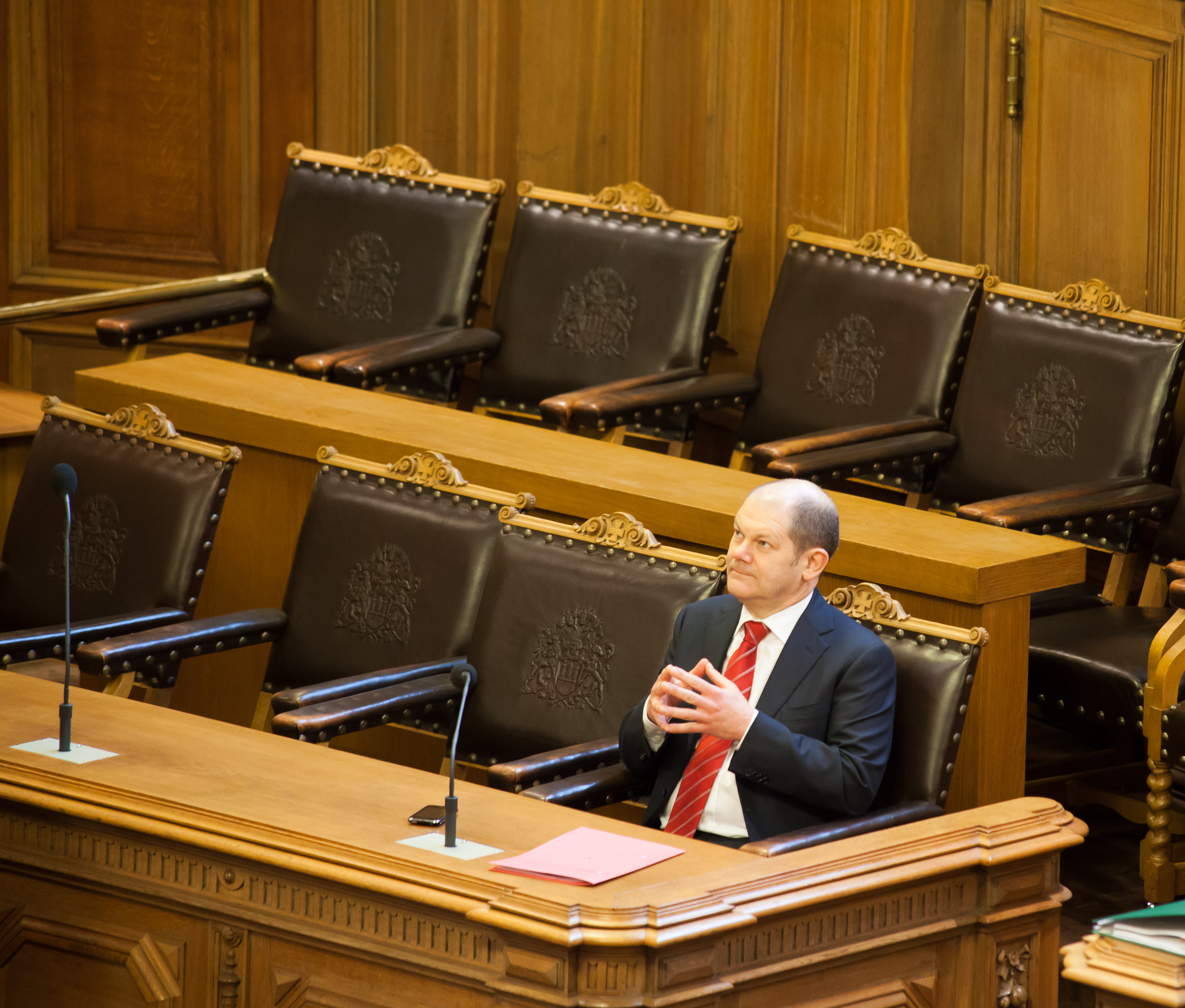
Olaf Scholz als neu gewählter Erster Bürgermeister im Plenarsaal der Hamburgischen Bürgerschaft (2011)

#### Bürgerschaftswahl 2011
Als Spitzenkandidat der SPD ging Scholz in die vorgezogene Bürgerschaftswahl am 20. Februar 2011, die nach dem Bruch der schwarz-grünen Koalition im November notwendig geworden war. Bei der Wahl erhielt die SPD mit 62 Abgeordneten von 121 die absolute Mehrheit. Bei der konstituierenden Sitzung der Hamburgischen Bürgerschaft am 7. März 2011 wurde Scholz mit 62 der 118 abgegebenen Stimmen zum Ersten Bürgermeister gewählt (Senat Scholz I), obwohl der SPD-Abgeordnete Frank Wiesner fehlte. Es muss also mindestens ein Abgeordneter der Opposition für Scholz gestimmt haben.
Als Erster Bürgermeister Hamburgs war Scholz Mitglied in Hauptausschuss und Präsidium des Deutschen Städtetags. Sein Bürgerschaftsmandat, das er erstmals bei der Wahl 2011 errungen hatte, ruhte nach seiner Wahl zum Bürgermeister, da die Hamburgische Verfassung die Trennung von Abgeordnetenmandat und Regierungsamt vorschreibt.

#### Wirtschaftshilfen für Hapag-Lloyd
Am 28. März 2012 bewilligte die Hamburgische Bürgerschaft auf Betreiben von Scholz mit den Stimmen der Parteien SPD und Die Linke 420 Millionen Euro für einen weiteren Anteilskauf an der Reederei Hapag-Lloyd, durch den die städtischen Anteile von 23,6 Prozent auf 36,9 Prozent aufgestockt wurden. Dabei betonte Scholz, dass die Stadt die Anteile nicht behalten, sondern im Rahmen eines Börsengangs wieder verkaufen wolle, sobald sich dafür eine passende Gelegenheit biete. Michael Behrendt erklärte 2018, dass die Beteiligten 2012 davon ausgegangen wären, an dem damals kriselnden Unternehmen hätten etwa 20.000 Arbeitsplätze gehangen. Damit wurde die Stadt Hamburg über die HGV mit 39,6 Prozent größter Einzelaktionär der Hapag-Lloyd AG.

#### Bürgerschaftswahl 2015
Bei der Bürgerschaftswahl 2015 erzielte die SPD 45,6 Prozent. Trotz deutlichem Abstand zu anderen Parteien – die CDU wurde mit 15,9 Prozent zweitstärkste Kraft – verlor die SPD ihre absolute Mehrheit. Die SPD bildete daraufhin eine Regierungskoalition mit den Grünen. Im April 2015 wählte die Hamburger Bürgerschaft Scholz erneut zum Ersten Bürgermeister. Mit 75 Stimmen erhielt er drei Stimmen mehr als die Koalition SPD und Grüne Sitze hat. Im Jahr 2018 war er kurzzeitig Bevollmächtigter der Bundesrepublik Deutschland für kulturelle Angelegenheiten im Rahmen des Vertrags über die deutsch-französische Zusammenarbeit. Im März 2018 trat er zurück, um als Finanzminister in die neu gebildete Bundesregierung einzutreten. Sein Nachfolger im Amt des Ersten Bürgermeisters wurde Peter Tschentscher (SPD).

#### Cum-Ex-Geschäfte der Warburg Bank
Das Hamburger Finanzamt hätte seit 2016 von der Hamburger Privatbank M.M.Warburg & CO umfangreich Gelder zurückfordern können, die die Bank durch illegales Dividendenstripping (Cum-Ex) erhalten hatte. Die Rolle von Scholz ist dabei umstritten. 2020 berichteten NDR und Die Zeit, dass sich Scholz in seiner Zeit als Erster Bürgermeister Hamburgs 2016 und 2017 insgesamt dreimal mit dem Mitinhaber der Warburg Bank, Christian Olearius, in der Sache getroffen hatte.
Scholz erklärte im Nachgang, sich nicht mehr an die Gesprächsinhalte erinnern zu können. Laut den sichergestellten Tagebüchern von Olearius, wurde die Bank durch den Politiker Johannes Kahrs unterstützt. Scholz machte jedoch keine Versprechungen, Olearius erwartete dies nach eigener Aussage auch nicht. Scholz sagte zu Olearius, er soll in der Sache kommentarlos ein Argumentationspapier an Finanzsenator Peter Tschentscher senden. Scholz sagte auf Mediennachfrage später, er hatte das Papier nicht selbst weitergeleitet, da dies Anlass zu Interpretationen hätte geben können.
Nach dem ersten Treffen verzichtete die Hamburger Finanzverwaltung entgegen ursprünglicher Pläne auf Rückforderungen von 47 Millionen Euro. Vertreter der ermittelnden Kölner Staatsanwaltschaft und der Steuerfahndung trafen sich daraufhin mit dem Bundesfinanzministerium, welches die Hamburger Finanzverwaltung anwies, die weiteren noch fälligen Rückzahlungen hingegen von der Warburg Bank einzufordern.
Im April 2020 und Anfang 2021 beglich die Bank unter Vorbehalt Steuerschulden von insgesamt 155 Millionen Euro aus den Cum-Ex-Geschäften. Diese hatte sie erst als existenzbedrohend, dann als verjährt oder erlassen dargestellt. Im August 2021 verneinte die zuständige Sachgebietsleiterin des Hamburger Finanzamtes für Großunternehmen als Zeugin vor dem Parlamentarischen Untersuchungsausschuss der Hamburgischen Bürgerschaft eine Einflussnahme durch Scholz oder andere politische Akteure auf den Fall. Es habe keine Kontakte zwischen ihr und anderen Personen oder Behörden diesbezüglich gegeben.

#### G20-Gipfel 2017
Kontrovers wird die Rolle von Scholz im Zuge der Planung und Vorbereitung des G20-Gipfels 2017 bewertet, der in Hamburg stattfand. So äußerte er die Sätze „Seien Sie unbesorgt: Wir können die Sicherheit garantieren.“ und „Wir richten ja auch jährlich den Hafengeburtstag aus. Es wird Leute geben, die sich am 9. Juli wundern werden, dass der Gipfel schon vorbei ist.“ Es kam jedoch zu Ausschreitungen und Plünderungen. Einen Rücktrittsgrund sah Scholz angesichts dieser Ereignisse nicht: „Bei G20-Toten wäre ich zurückgetreten“. In der Diskussion über eventuelle Straftaten von Polizisten im Rahmen des G20-Gipfels – es wurden diesbezüglich 115 Ermittlungsverfahren, 92 davon wegen Körperverletzung im Amt eröffnet – sagte Scholz: „Polizeigewalt hat es nicht gegeben, das ist eine Denunziation, die ich entschieden zurückweise.“

#### Wohnungsbaupolitik
Der Wohnungsbau war eines der zentralen Versprechen Scholz’ im Wahlkampf 2011. Im Jahr seines Amtsantritts verhandelte er den Vertrag für Hamburg zur Stärkung des Wohnungsneubaus. Ziel war die Steigerung auf 6.000 neue Wohnungen pro Jahr bis 2014 bei einem Anteil von 30 Prozent öffentlich geförderter Wohnungen bei Mietwohnungen für Haushalte mit mittlerem und geringem Einkommen. Das Ziel wurde 2013 erreicht. Der Mieterverein und die Partei Die Linke halten die Steigerung weiterhin für zu gering verglichen mit dem Einwohnerzuwachs Hamburgs.

### Bundesminister der Finanzen und Stellvertreter der Bundeskanzlerin (2018 bis 2021)

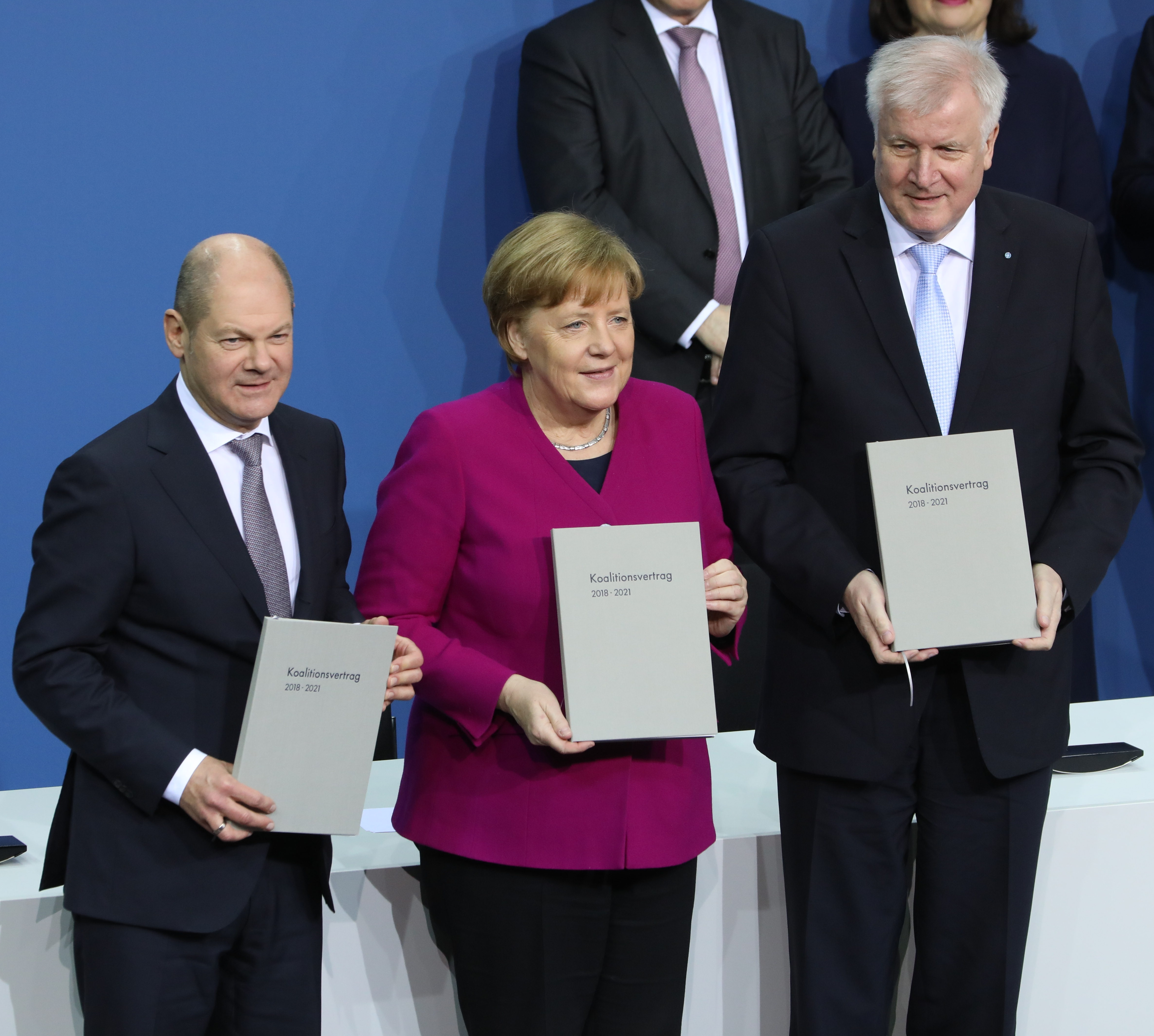
Olaf Scholz, Angela Merkel und Horst Seehofer bei der Unterzeichnung des Koalitionsvertrages (2018)

Mit Bildung einer Koalition von CDU, CSU und SPD auf Bundesebene (Kabinett Merkel IV) wurde Olaf Scholz am 14. März 2018 zum Bundesminister der Finanzen und Stellvertreter der Bundeskanzlerin berufen. Er hatte zuvor für die SPD den Koalitionsvertrag mitverhandelt und im Mitgliedervotum als kommissarischer Parteichef erfolgreich um die Zustimmung der SPD-Basis zur Großen Koalition (GroKo) geworben.
Im Januar 2019 wurde öffentlich über eine mögliche Fusion von Deutscher Bank und Commerzbank diskutiert. Scholz hatte diese zum wiederholten Mal vorgeschlagen, stieß damit bei Fachleuten und Kommentatoren aber überwiegend auf Ablehnung. Die daraus entstehende Unternehmenskonstruktion wäre „too big to fail“.
In der Anfangsphase der Corona-Pandemie erregte die Aussage Scholz’ Aufmerksamkeit, der Staat habe die durch diese ausgelösten wirtschaftlichen Beschränkungen „mit milliardenschweren Hilfen, der ‚Bazooka‘, abgefedert, damit alle – Unternehmen, Beschäftigte, Familien – möglichst heil durch diese schwere Zeit kommen“. Er sagte: „Wir wollen mit Wumms aus der Krise kommen“. Das Onomatopoetikum wurde zum Schlagwort, das Scholz 2022 nach dem russischen Überfall auf die Ukraine als „Doppel-Wumms“ wiederaufnahm. Das im März 2020 im Bundesfinanzministerium ausgearbeitete erste Hilfspaket sah unter anderem 3,5 Milliarden Euro für Akutmaßnahmen, darunter die Entwicklung eines Impfstoffes, 50 Milliarden Euro für Kleinunternehmer und Solo-Selbständige und 100 Milliarden Euro für einen Wirtschaftsstabilisierungsfonds vor.
Im Rahmen der im Juni 2020 bekanntgegebenen Insolvenz des Zahlungsdienstleisters Wirecard steht Scholz in der Kritik. Nach schweren Verfehlungen der Bundesanstalt für Finanzdienstleistungsaufsicht (BaFin) monierten Kritiker, dass das Bundesfinanzministerium für die Kontrolle der BaFin zuständig ist. Im Wirecard-Untersuchungsausschuss gab Scholz am 29. Januar 2021 bekannt, den Präsidentenposten neu besetzen zu wollen und leitete Reformen ein.
Beim G7-Gipfel in St Ives 2021 einigten sich im Juni 2021 alle G7-Mitgliedstaaten auf eine von Scholz vorgeschlagene weltweite Mindeststeuer in Höhe von mindestens 15 Prozent für multinational tätige Unternehmen, nachdem Scholz US-Präsident Joe Biden, anders als dessen Vorgänger Donald Trump, von der Mindestbesteuerung überzeugen konnte.
Ebenfalls im Juni 2021 ließ Scholz durch das Bundeszentralamt für Steuern Informationen über potenzielle Steuersünder aus Dubai ankaufen. Die Daten von mehreren Millionen Steuerpflichtigen enthalten Erkenntnisse über in Dubai vor dem Zugriff des Fiskus versteckte Vermögenswerte und sollen dazu dienen, länderübergreifende erhebliche Steuerstraftaten aufzudecken.

## Bundeskanzler (2021 bis 2025)
Aus der Bundestagswahl am 26. September 2021 ging die SPD mit Scholz als Kanzlerkandidat als stärkste Partei hervor. Die anschließenden Sondierungsgespräche führten zur Ausarbeitung des Koalitionsvertrags der 20. Legislaturperiode des Bundestages und begründeten die Ampelkoalition mit den Grünen und der FDP. Das Kabinett Scholz bestand zu Beginn der Legislaturperiode zu gleichen Teilen aus Frauen und Männern. Am 8. Dezember 2021 wurde Scholz mit einer Mehrheit von 395 Stimmen als Nachfolger von Angela Merkel zum Bundeskanzler gewählt. Insgesamt hatten 707 der insgesamt 736 Bundestagsabgeordneten ihre Stimme abgegeben. Er war der neunte Bundeskanzler der Bundesrepublik Deutschland und der erste konfessionslose. Bei Amtsantritt waren nur Konrad Adenauer und Ludwig Erhard mit 73 bzw. 66 Jahren älter als Scholz, der mit 63 Jahren Kanzler wurde. Am 5. Mai 2025 wurde Scholz zeremoniell mit einem Großen Zapfenstreich aus dem Amt verabschiedet. Sein Nachfolger Friedrich Merz wurde schließlich am 6. Mai 2025 im zweiten Wahlgang zum Bundeskanzler und damit zu seinem Nachfolger gewählt. Scholz war der Bundeskanzler mit den niedrigsten Beliebtheitswerten seit der Wiedervereinigung.

### Sozial- und Familienpolitik
Im Bundestagswahlkampf 2021 setzte er sich für eine Erhöhung des Mindestlohns auf 12 Euro ein. Als Bundeskanzler setzte er zum 1. Oktober 2022 die entsprechende Erhöhung durch.
Auf Betreiben der SPD wurde 2024 das Rentenpaket II vom Kabinett beschlossen, welches festlegte, dass das Rentenniveau in den Jahren bis 2039 nicht unter 48 Prozent eines Durchschnittslohns fallen darf und dass die Rentenversicherung Kredite aufnimmt, um Aktien zu kaufen (Generationenkapital). Nach Ansicht des Wirtschaftswissenschaftlers Marcel Fratzscher würde durch das Rentenpaket eine „noch stärkere Umverteilung von Jung zu Alt“ stattfinden. Auch der Sachverständigenrat zur Begutachtung der gesamtwirtschaftlichen Entwicklung kritisierte das Rentenpaket als nicht „generationengerecht“. Das Paket wurde aufgrund fehlender Mehrheit im Deutschen Bundestag nicht mehr verabschiedet.
Am 14. November 2024 brachten 236 Abgeordnete, darunter Bundeskanzler Olaf Scholz, einen von Carmen Wegge und Ulle Schauws initiierten Entwurf in den Bundestag ein, der fordert, die Regelung zum mit Einwilligung der Schwangeren vorgenommenen Schwangerschaftsabbruch vom StGB in das SchKG zu verschieben und dabei zu verändern: Der Schwangerschaftsabbruch sollte in den ersten 12 Wochen als rechtmäßig (nicht mehr nur straffrei) gelten und deshalb von der GKV finanziert werden (bei kriminologischer Indikation soll die Frist auf 15 Wochen verlängert werden), die dreitägige Bedenkzeit nach der weiter vorgeschriebenen Schwangerschaftskonfliktberatung sollte für Abbrüche innerhalb der ersten 12 Wochen abgeschafft werden (§ 12 SchKG-Entwurf). Die Schwangere sollte stets straffrei bleiben (also auch bei für andere Beteiligte strafbar bleibenden rechtswidrigen Spätabbrüchen; § 14 Absatz 4 SchKG-Entwurf). Der Gesetz wurde schließlich nicht mehr verabschiedet, da Grüne und SPD keine „Zufallsmehrheit“ mit der AfD riskieren wollten.

### Wirtschaftspolitik
Olaf Scholz erklärte im Frühjahr 2023, mithilfe der grünen Transformation ein Wirtschaftswunder erzeugen zu wollen. Der Volkswirt Friedrich Heinemann und die Wirtschaftsweise Veronika Grimm bezeichneten dies als „völlig unrealistisch“, da lediglich ein bereits bestehender Kapitalstock ausgetauscht werde. Sowohl Arbeitgebervertreter als auch DGB forderten eine bewusste Entscheidung, in welchem Umfang industrielle Produktion in Deutschland und Europa gehalten werden soll.
Die Bundesregierung reagierte Anfang 2024 auf die anhaltende Wirtschaftsschwäche mit dem Wachstumschancengesetz, insbesondere auf Betreiben der FDP. Verdi kritisierte, dass dies zu einer finanziellen Schwächung insbesondere der Kommunen führe. Nach Ansicht der Spitzenverbände der Wirtschaft reiche dies bei weitem nicht, um die Wirtschaft wiederzubeleben.
Im Mai 2024 kritisierte Scholz die geplanten Einfuhrzölle der Europäischen Union auf chinesische Elektrofahrzeuge, da diese der deutsche Autoindustrie schaden würden.
Scholz kritisierte im Dezember 2024 die Pläne von Volkswagen, Werke in Deutschland zu schließen. Er schlug ein europäisches Programm zur Förderung von Elektrofahrzeugen vor. Außerdem forderte er Unterstützung für die deutsche Stahlindustrie, die mit den hohen Energiepreisen zu kämpfen hat.

### Umweltpolitik
Im November 2022 bekundete Scholz seine Unterstützung für den European Green Deal und bekräftigte das Ziel Deutschlands, klimaneutral zu werden.
Auf der UN-Klimakonferenz in Dubai 2023 forderte Scholz den Ausstieg aus fossilen Brennstoffen, einschließlich Kohle, Erdöl und Erdgas, und bekräftigte das Ziel Deutschlands, bis 2045 die Klimaneutralität zu erreichen.

### Migrationspolitik
Im Dezember 2021 bezeichnete Scholz Deutschland zum Einwanderungsland und forderte, die Hürden für die Zuwanderung nach Deutschland zu senken und den Erwerb der deutschen Staatsbürgerschaft zu erleichtern.
Im September 2023 entschied Scholz vor dem Hintergrund einer sich in Europa erneut anbahnenden Flüchtlingskrise, gegen den Widerstand seines Koalitionspartners Bündnis 90/Die Grünen, die EU-Asyl-Krisenverordnung (als Teil der Reform des Gemeinsamen Europäischen Asylsystems (GEAS)) zu unterstützen.
Als Reaktion auf den Messeranschlags eines syrischen Asylbewerbers in Solingen im August 2024 forderte Scholz eine Verschärfung der Zuwanderungspolitik und eine Ausweitung der Abschiebungen.
Scholz sprach sich für die Bestandserhaltungsmigration aus, um dem Rückgang und der Alterung der deutschen Bevölkerung entgegenzuwirken. Er sagte, dass Deutschland jährlich 288.000 ausländische Fachkräfte aufnehmen müsse. Am 14. September 2024 unterzeichneten Scholz und der kenianische Präsident William Ruto eine Vereinbarung, die den deutschen Arbeitsmarkt für 250.000 Arbeitsmigranten aus Kenia öffnete. Die Regierung Scholz hatte bereits zuvor Migrationspartnerschaften mit einigen anderen Ländern unterzeichnet, darunter Marokko, Usbekistan und Nigeria. Scholz und der indische Premierminister Narendra Modi vereinbarten im Oktober 2024, dass Deutschland jährlich 90.000 Fachkräfte aus Indien aufnehmen werde.

### Energiepolitik
Die deutsche Industrie und die deutschen Exporteure waren besonders von der globalen Energiekrise ab 2021 betroffen. Im September 2022 stellte Deutschland einen 200-Milliarden-Euro-Plan vor, um Industrie und Haushalte zu unterstützen.
Unter Berufung auf seine Richtlinienkompetenz entschied Scholz im Oktober 2022, nachdem sich Grüne und FDP in der Frage des Atomausstieges bzw. der Laufzeitverlängerung der deutschen Kernkraftwerke nicht einig werden konnten, dass die letzten drei aktiven Kernkraftwerke in Deutschland über den 31. Dezember 2022 hinaus bis längstens zum 15. April 2023 im Leistungsbetrieb blieben.

### Außenpolitik

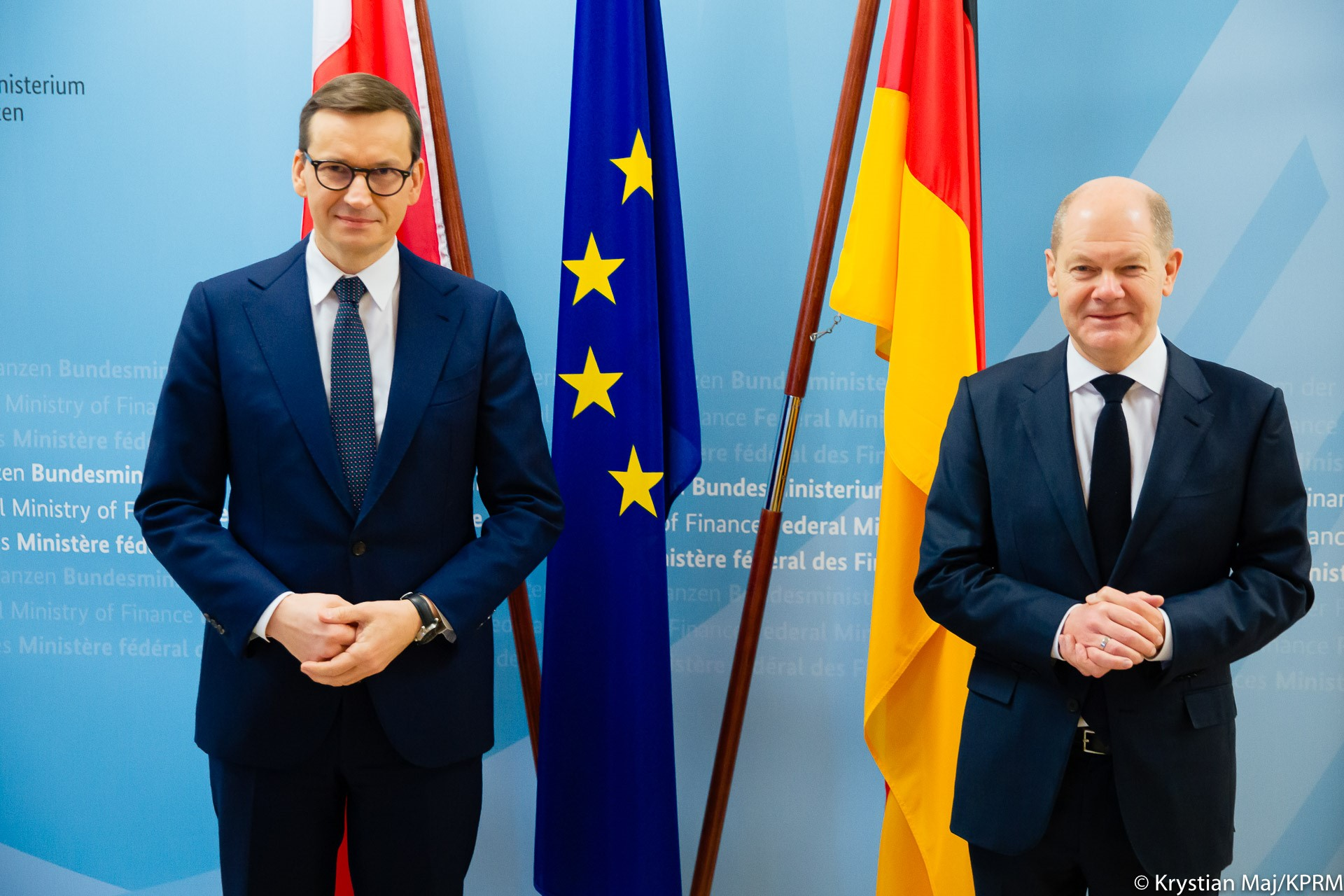
Scholz mit dem polnischen Premierminister Mateusz Morawiecki (2021)

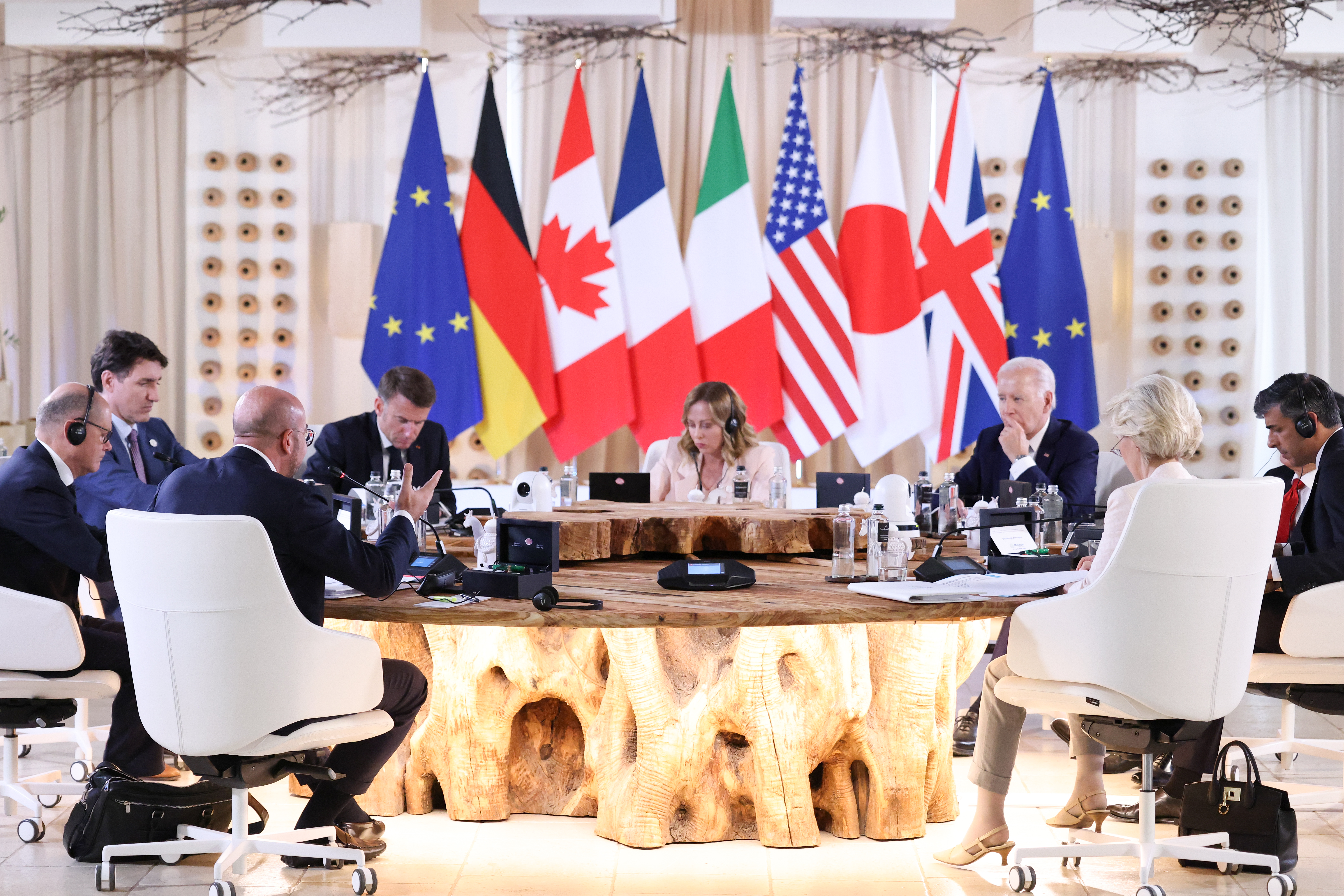
Scholz mit Justin Trudeau, Giorgia Meloni, Rishi Sunak und anderen Politikern auf dem G7-Gipfel in Fasano 2024

Im Dezember 2021 reiste Scholz nach Warschau, um mit dem polnischen Ministerpräsidenten Mateusz Morawiecki Gespräche zu führen. Dabei diskutierten sie die Gasleitung Nord Stream 2, die russisches Gas unter der Ostsee nach Deutschland transportieren und Polen umgehen soll, sowie den Streit Polens mit der Europäischen Union über den Vorrang des EU-Rechts. Scholz unterstützte die Bemühungen Polens, Migranten aus Belarus zu stoppen. Er wies den Anspruch Polens nach weiteren Reparationszahlungen von Deutschland für den Zweiten Weltkrieg zurück.
Scholz äußerte sich im August 2022 ablehnend zu einer Aussage des führenden palästinensischen Politikers Mahmud Abbas, welcher die Behandlung der Palästinenser durch Israel mit der Apartheid in Südafrika verglichen hatte.
Im September 2022 besuchte Scholz die Vereinigten Arabischen Emirate, Katar und Saudi-Arabien, um die Beziehungen zu den arabischen Staaten zu vertiefen und alternative Energiequellen zu erschließen.
Am 14. März 2023 traf sich Scholz in Berlin mit dem aserbaidschanischen Präsidenten Ilham Aliyev. Sie sprachen über den Export von Erdgas aus Aserbaidschan nach Deutschland und in die Europäische Union. Scholz betonte, dass Deutschland die armenische Separatistenregion Bergkarabach nicht als unabhängige Republik anerkenne.
Anfang Mai 2023 traf Scholz in Addis Abeba mit dem äthiopischen Ministerpräsidenten Abiy Ahmed zusammen, um die Beziehungen zwischen Deutschland und Äthiopien zu normalisieren, die durch den Tigray-Krieg zwischen der äthiopischen Regierung und Rebellen in Tigray belastet worden waren.
Scholz appellierte im Mai 2023 an alle im Zypernkonflikt involvierten Parteien, den Konflikt zu beenden.
Scholz verurteilte die Aktionen der Hamas während des Nahostkrieges, bekundete seine Unterstützung für Israel und begann, das Land mit militärischer und medizinischer Hilfe zu unterstützen. Am 17. Oktober 2023 reiste Scholz nach Israel und warnte am selben Tag den Iran und die Hisbollah davor, sich in den Krieg zwischen Israel und Hamas einzumischen. Am 12. November 2023 lehnte Scholz Anrufe nach einem sofortigen Waffenstillstand ab und plädierte stattdessen für „humanitäre Pausen“.
Im Juni 2024 empfing Scholz den argentinischen Präsidenten Javier Milei in Berlin. Beide sprachen sich für das EU-Mercosur-Freihandelsabkommen aus. Scholz kritisierte die Handelspolitik der Europäischen Union und forderte Brüssel auf, die Verhandlungen über Freihandelsabkommen zu beschleunigen.

#### Russischer Überfall auf die Ukraine

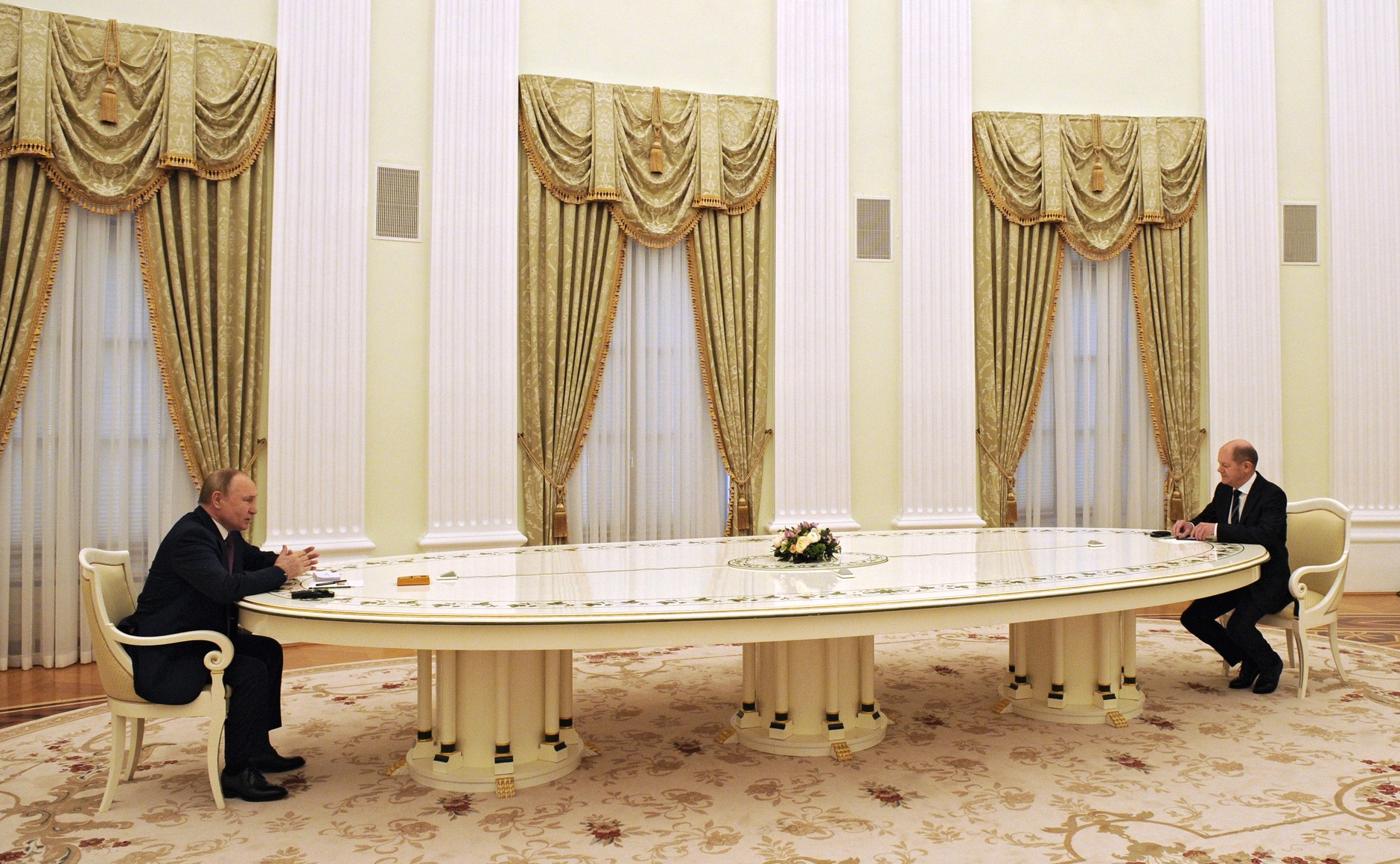
Olaf Scholz und Wladimir Putin in Moskau am 15. Februar 2022

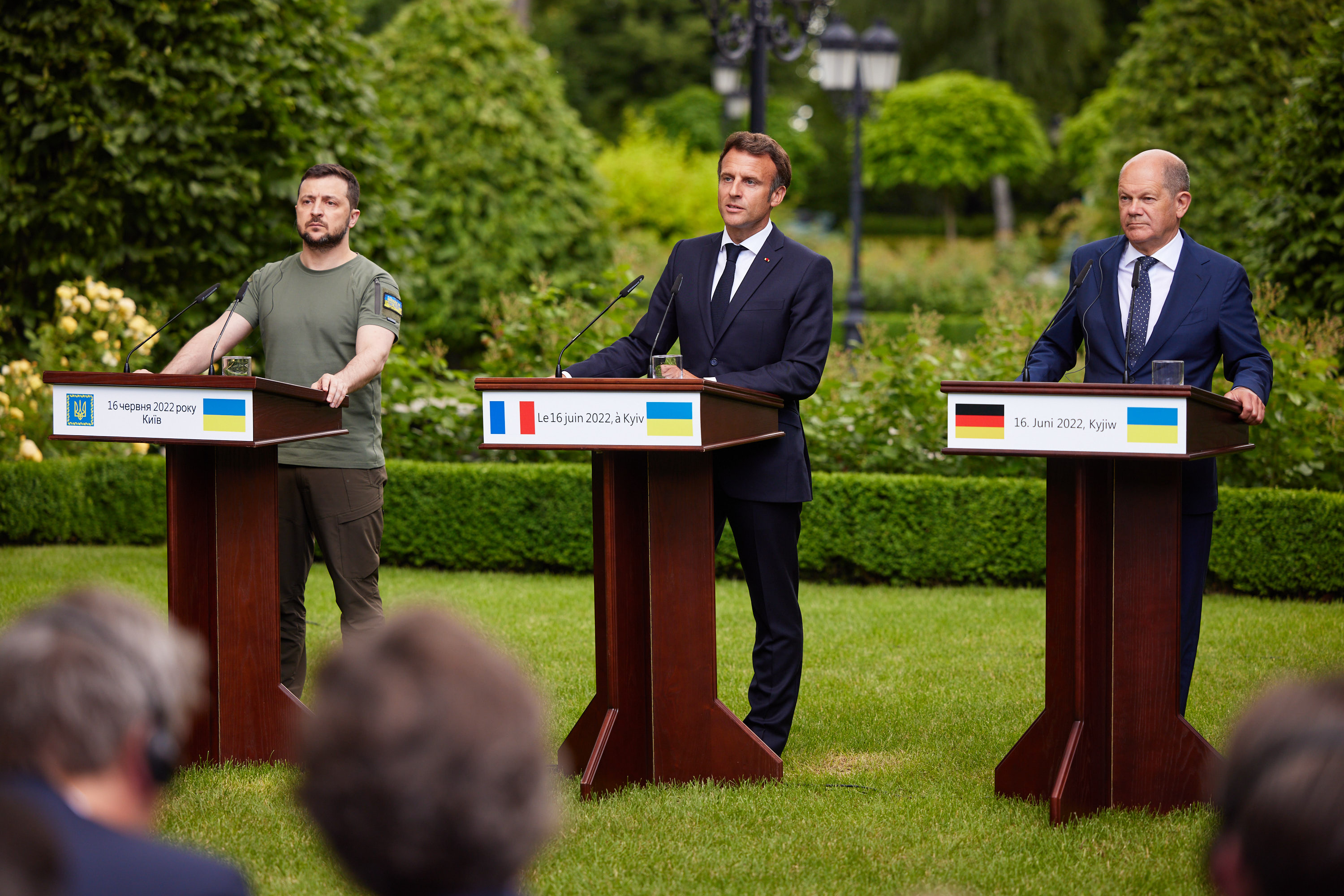
Olaf Scholz und Emmanuel Macron am 16. Juni 2022 in Kiew

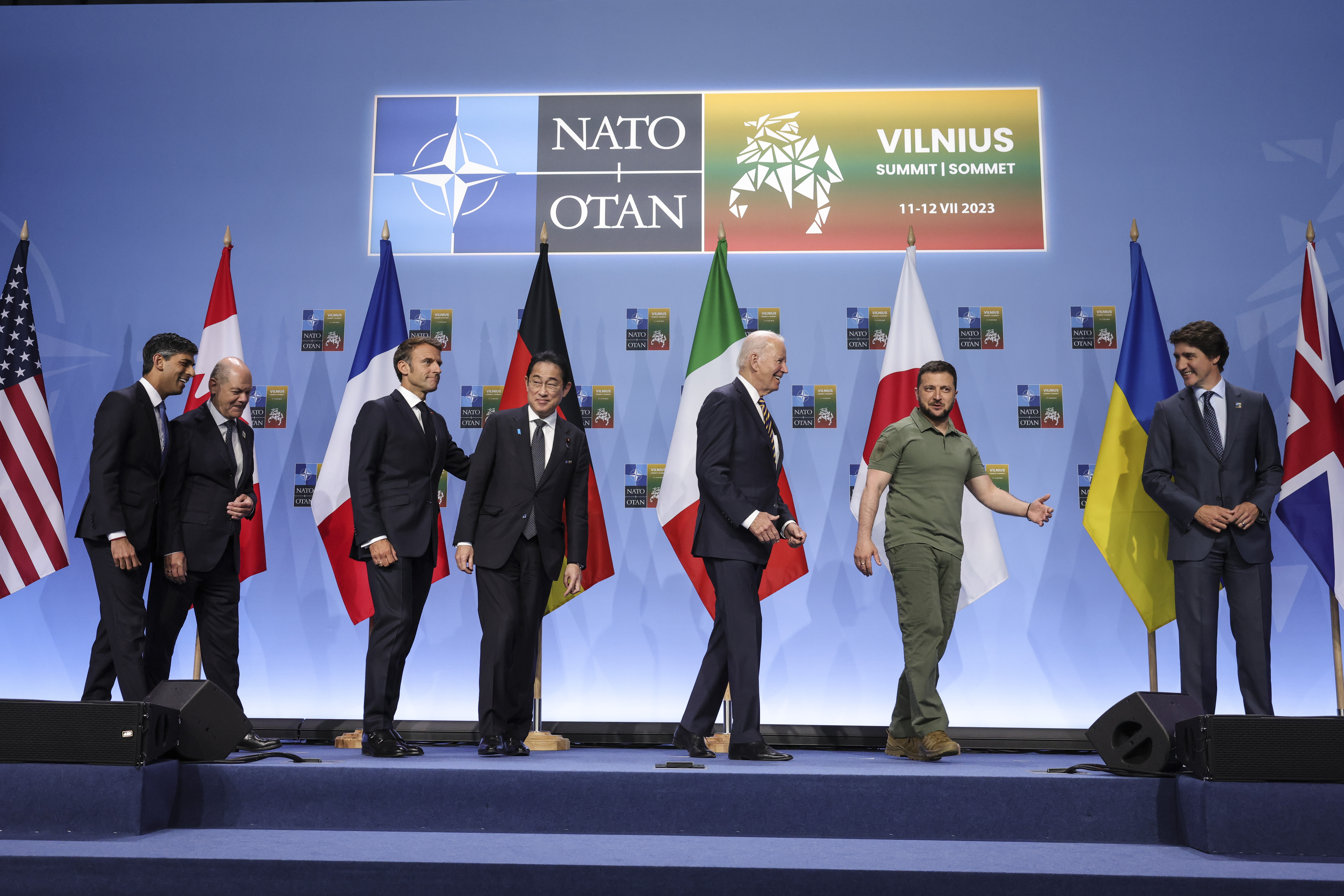
Scholz auf dem NATO-Gipfel in Vilnius am 12. Juli 2023

Wenige Tage vor dem russischen Überfall auf die Ukraine reiste Scholz am 15. Februar 2022 im Rahmen einer starken diplomatischen Initiative zur Verhinderung einer russischen Invasion nach Moskau. Tags zuvor hatte er in Kiew den ukrainischen Präsidenten Wolodymyr Selenskyj getroffen. Im Gespräch mit Putin bekräftige Scholz seine Bereitschaft zu „sehr weitreichenden und effektiven Sanktionen“ im Falle eines Angriffs auf die Ukraine. Ein zentrales Thema war dabei die Zukunft der Gaspipeline Nord Stream 2, die Scholz in Zusammenhang mit möglichen Sanktionen nur indirekt erwähnte.
Erst zwei Tage vor dem russischen Überfall auf die Ukraine stoppte er am 22. Februar 2022 das Genehmigungsverfahren für die Pipeline, nachdem Russland die selbst ernannten „Volksrepubliken“ Donezk und Luhansk anerkannt hatte.
Am 22. Februar 2022 stoppte Scholz das Genehmigungsverfahren für die Nord Stream 2-Pipeline als Reaktion auf die Anerkennung von zwei selbst ernannten „Volksrepubliken“ Donezk und Luhansk in der Ukraine durch Russland. Scholz sprach sich zunächst dagegen aus, die Europäische Union dazu zu bewegen, Russland vom SWIFT-Zahlungssystem abzukoppeln. Diese Position gab er später auf.
Nach dem russischen Überfall auf die Ukraine wandte sich Scholz am Abend des 24. Februar 2022 in einer Fernsehansprache an die Bevölkerung. Am 27. Februar 2022 verkündete er in einer Sondersitzung des Deutschen Bundestages mit der Zeitenwende-Rede einen Wandel in der deutschen Außen- und Sicherheitspolitik. Der Begriff „Zeitenwende“ wurde zum häufig gebrauchten politischen Schlagwort und zum Wort des Jahres 2022 erklärt. Scholz hatte ihn bereits 2017 in seinem Buch Hoffnungsland verwendet. Bundestag und Bundesrat beschlossen daraufhin ein Sondervermögen für die Bundeswehr in Höhe von 100 Milliarden Euro. Hinzu kommen umfangreiche Lieferungen von Panzerhaubitzen, Munition und Flugabwehrraketen aus Bundeswehrbeständen an die Ukraine.
Der russische Einmarsch machte die Risiken der deutschen Abhängigkeit von russischem Gas deutlich. Am 27. Februar 2022 kündigte Scholz in einer Regierungserklärung an, zwei neue Flüssigerdgasterminals zu bauen. Scholz weigerte sich zunächst, die deutschen Gasimporte aus Russland mit sofortiger Wirkung zu stoppen. Er erklärte jedoch, Deutschland strebe ein Ende der russischen Energieimporte an.
Anfang April 2022 schockierte die Nachricht vom Massaker von Butscha die europäische Öffentlichkeit. Noch im selben Monat änderte Deutschland seine Politik und Scholz kündigte an, dass Deutschland der Ukraine mehr als eine Milliarde Euro für militärische Zwecke zur Verfügung stellen werde. Am 16. Juni 2022 reiste Scholz zusammen mit dem französischen Präsidenten Emmanuel Macron, dem italienischen Premierminister Mario Draghi und dem rumänischen Präsidenten Klaus Johannis in die ukrainische Hauptstadt Kiew, um den ukrainischen Präsidenten Wolodymyr Selenskyj zu treffen. Sie sprachen über verschiedene Themen, wie den russisch-ukrainischen Krieg und die mögliche Mitgliedschaft der Ukraine in der EU. Dies war eine Kehrtwende von Scholz' bisheriger Haltung, die Ukraine zunächst nicht zu besuchen, nachdem Selenskyj Bundespräsident Frank-Walter Steinmeier für dessen angeblichen Beitrag zur Stärkung der deutsch-russischen Beziehungen kritisiert hatte.
Für Forderungen von Lieferungen von Kampfpanzern bezüglich der Auslandshilfen für die Ukraine erklärte Scholz im Jahr 2022 mehrmals eine Absage, bis er im Januar 2023 schließlich doch die Lieferung von 14 Leopard-2-Panzern an die Ukraine beschloss.
Deutschland war Stand Februar 2024 nach den USA der zweitgrößte finanzielle Unterstützer der Ukraine weltweit. Regierungsintern sowie mit den oppositionellen Unionsparteien und mit Marie-Agnes Strack-Zimmermann (FDP), der Vorsitzenden des Verteidigungsausschusses des Bundestages, gab es seit 2022 divergierende Äußerungen hinsichtlich des Konflikts in der Ukraine (siehe auch Taurus-Kontroverse). Scholz lehnt die Lieferung jener deutschen Marschflugkörper an die Ukraine entschieden ab und blieb auch bei seiner Haltung, als die USA, Frankreich und das Vereinigte Königreich vergleichbare Waffen nicht nur lieferten, sondern der Ukraine auch erlaubten, sie gegen militärische Ziele auf russischen Staatsgebiet einzusetzen. Scholz vertrat damit laut repräsentativer Umfrage die Mehrheitsmeinung der Deutschen.
Scholz erteilte Ende Mai 2024 der Ukraine die Erlaubnis, mit von Deutschland gelieferten Waffen Ziele in Russland anzugreifen.  Im Juli 2024 warnte der russische Präsident Wladimir Putin vor einer Raketenkrise im Stil des Kalten Krieges und drohte mit der Stationierung von Langstreckenraketen in Reichweite des Westens, nachdem die USA angekündigt hatten, ab 2026 Langstreckenraketen in Deutschland zu stationieren, die innerhalb von zehn Minuten russisches Territorium erreichen könnten. Scholz unterstützte die Entscheidung, US-Langstreckenraketen in Deutschland zu stationieren. In einem Telefongespräch im November 2024 drängte Scholz Putin, seine Truppen aus der Ukraine abzuziehen und Gespräche mit dem Ziel eines „gerechten und dauerhaften Friedens“ aufzunehmen. Der Anruf wurde von Selenskyj scharf kritisiert, der darin eine Untergrabung der Bemühungen um eine Isolierung Putins sah.
Aufgrund seiner wiederholt zögerlichen Haltung in der Frage von Waffenlieferungen an die Ukraine wurde Scholz von Befürwortern der Waffenlieferungen kritisiert. So schrieb der britische Historiker Timothy Garton Ash von „scholzing“; Scholz kommuniziere gute Absichten, um dann im Nachhinein alle erdenklichen Gründe zu nutzen, zu finden oder zu erfinden, um die Umsetzung zu verzögern oder zu verhindern. Auch das Wall Street Journal und die britische Presse griffen Scholz wegen seiner Ukraine-Politik wiederholt an. Im Zeitraum von Januar 2022 bis Januar 2024 war Deutschland allerdings das europäische Land, das der Ukraine die meisten Hilfen zur Verfügung stellte.

### Bruch der Ampelkoalition
Am 6. November 2024 kündigte Scholz an, dem Bundespräsidenten Frank-Walter Steinmeier die Entlassung von Bundesminister Christian Lindner (FDP) aufgrund von unüberwindbaren Differenzen innerhalb der Bundesregierung vorzuschlagen und mit der Vertrauensfrage vor den Bundestag zu treten. Seit dem dadurch verursachten Bruch der Ampelkoalition am selben Tag leitete er die zweite rot-grüne Koalition im deutschen Bundestag, erstmals in Form einer Minderheitsregierung.

### Vertrauensfrage
Am 16. Dezember 2024 stellte Scholz im Bundestag die Vertrauensfrage, die er mit 207 Ja-Stimmen und 394 Nein-Stimmen, bei 116 Enthaltungen verlor. Bei der Abstimmung gab es keinen Fraktionszwang. Die Fraktionen stimmten jedoch weitgehend geschlossen ab. Für Scholz stimmte die SPD-Fraktion (201 Abgeordnete) und gegen ihn die Fraktionen der FDP (88 Abgeordnete – zwei FDP-Abgeordnete waren nicht anwesend), der CDU/CSU (196 Abgeordnete), der Linken (26 Abgeordnete) und des BSW (10 Abgeordnete). Alle 115 anwesenden Grünen-Abgeordneten enthielten sich der Stimme. Diese Enthaltung war beschlossen worden, um sicherzustellen, dass die Vertrauensfrage scheiterte, auch wenn Vertreter der Opposition aus taktischen Gründen für Scholz stimmen würden. Der aus der FDP ausgetretene Verkehrs- und Justizminister Volker Wissing stimmte für Scholz. Uneinheitlich war nur das Abstimmungsverhalten der AfD-Fraktion. Hier sprachen die drei AfD-Abgeordneten Christina Baum, Edgar Naujok und Jürgen Pohl Scholz das Vertrauen aus, der frühere AfD-Parteichef Alexander Gauland enthielt sich bei der Abstimmung, 69 AfD-Abgeordnete stimmten gegen Scholz und drei AfD-Abgeordnete waren nicht anwesend.

## Politische Positionen
Olaf Scholz wird heute dem politisch eher rechten Flügel der SPD zugerechnet.

### Russland
Als Bundesfinanzminister verteidigte Scholz lange Zeit den Bau der Pipeline Nord Stream 2, die er im September 2020 als rein privatwirtschaftliches Projekt bezeichnete. Er stellte sich gegen Sanktionen und fügte hinzu, Deutschland mache sich durch die Pipeline, die russisches Gas nach Westeuropa bringen sollte, nicht von Russland abhängig. Die Gasversorgung Deutschlands sei „sehr diversifiziert“. Auch als Kanzler bezeichnete Scholz die Pipeline zunächst als „privatwirtschaftliches Vorhaben“, das unabhängig von den aktuellen Beziehungen zu Russland beurteilt werde. Der Koalitionspartner Die Grünen kritisierte die Aussage. Zur Verteidigung des ehemaligen SPD-Bundeskanzlers Schröder führte er aus: „Gerhard Schröder hat große Leistungen für unser Land erbracht. Was er nun in seinem Berufsleben macht, ist ja keine Frage, die wir in irgendwelchen SPD-Vorstandssitzungen zu diskutieren haben.“

### Sozialpolitik
Während der Kanzlerschaft Gerhard Schröders (1998 bis 2005) befürwortete er dessen Reformpolitik und wurde dem Kreis der „Schröderianer“ und „Pragmatiker“ zugerechnet. Scholz bezeichnete die Pläne zur Agenda 2010 im März 2003 als „sozialdemokratische Politik“ sowie als „vernünftig, ausgewogen und deshalb auch zulässig“. Als Arbeitsminister in der großen Koalition 2005–2009 half er maßgeblich mit, das Rentenalter auf 67 zu erhöhen. 2007 wollte Scholz an verschärften Zumutbarkeitsregeln für Arbeitslose festhalten und lehnte Forderungen der SPD-Parteilinken nach einer generellen Anhebung der Hartz-IV-Regelsätze ab. Damals erklärte Scholz, den Kern der Agenda-Reformen gegen Kritik von Gewerkschaften und aus der eigenen Parteibasis verteidigen zu wollen.
2021 stellte er sich gegen Vorschläge des CDU-geführten Wirtschaftsministeriums, das Rentenalter auf 68 Jahre anzuheben. Außerdem forderte er, das Rentenniveau mit Hilfe von Steuerzuschüssen nicht wie bisher nur bis 2025, sondern bis ins Jahr 2040 auf 48 Prozent zu stabilisieren. Scholz äußerte hierzu: „Wenn es in Deutschland viele Jobs mit ordentlichen Löhnen gibt, ist die Rente sicher.“

#### Familienpolitik
Als Generalsekretär setzte sich Scholz 2002 für einen Ausbau der Ganztagsbetreuung für Kinder ein. Konkret sollte jedes fünfte Kind unter drei Jahren einen Krippenplatz erhalten und die Ganztagsschulen ausgebaut werden. Während der COVID-19-Pandemie setzte er einen Kinderbonus durch (2020 in Höhe von 300 Euro pro Kind, 2021 von 150 Euro, 2022 von 100 Euro).

#### Mindestlohn
Nachdem er 2006 mit der SPD für die Einführung eines flächendeckenden gesetzlichen Mindestlohnes von etwa 6,50 Euro eingetreten war und seine Partei damit am Widerstand der CDU scheiterte, setzte er sich ab 2007 als Arbeitsminister für einen Mindestlohn durch die Aufnahme von Branchen im Arbeitnehmer-Entsendegesetz ein. Nach Einführung des Mindestlohngesetzes forderte er während der Jamaika-Sondierungsgespräche 2017 eine Anhebung des gesetzlichen Mindestlohns auf 12 Euro.

### Finanzpolitik
Scholz fordert seit einigen Jahren eine Finanztransaktionssteuer. Experten kritisierten, dass damit ihrer Ansicht nach vor allem Kleinaktionäre getroffen würden. Im Dezember 2019 forcierte er die Einführung dieser Steuer auf EU-Ebene. Nach dem Entwurf sollen Aktienkäufe, deren Unternehmen mindestens eine Milliarde Euro wert sind, besteuert werden. Hermann-Josef Tenhagen kritisierte diese Version der Transaktionssteuer, weil die dahinter stehende Idee, Reichere stärker zu besteuern, faktisch ins Gegenteil verkehrt werde. Ein durch die Bundesregierung in Auftrag gegebenes Gutachten des Instituts für Weltwirtschaft bestätigte 2020 die diesbezüglichen Kritikpunkte Tenhagens.
Seit 2018 setzt sich Scholz für eine globale Mindeststeuer ein, die weltweit immer niedrigere Steuersätze verhindern soll. Im Sommer 2021 stimmten zunächst 131 Länder unter dem Dach der Industriestaaten-Organisation OECD zu, Anfang Juli 2021 einigten sich die G20-Staaten. Die Einigung wurde zu großen Teilen auf die Arbeit von Scholz zurückgeführt.

### Umwelt- und Klimapolitik
Scholz verhandelte im September 2019 in maßgeblicher Rolle für die SPD das Klimapaket, das er als „großen Wurf“ pries, wohingegen Klimawissenschaftler das Ergebnis nahezu einmütig als nicht ausreichend kritisierten. 2020 schlug er der US-amerikanischen Regierung vor, Flüssiggas-Terminals in Norddeutschland zu fördern, wenn im Gegenzug der Widerstand gegen die Pipeline Nord Stream 2 aufgegeben würde.
Das von Svenja Schulze und Olaf Scholz in das Kabinett eingebrachte, überarbeitete Klimaschutzgesetz sieht eine Minderung der CO2-Emissionen um 65 Prozent bis 2030, eine Minderung um 88 Prozent bis 2040 und Klimaneutralität bis 2045 vor.
Im Mai 2021 schlug Scholz die Gründung eines internationalen Klimaklubs vor, der der Herausarbeitung gemeinsamer Mindeststandards für klimapolitische Maßnahmen und einem koordinierten Vorgehen dienen soll. Zudem sollen unter Mitgliedern einheitliche Regeln bei der CO2-Bilanzierung der Güter gelten.

## Trivia

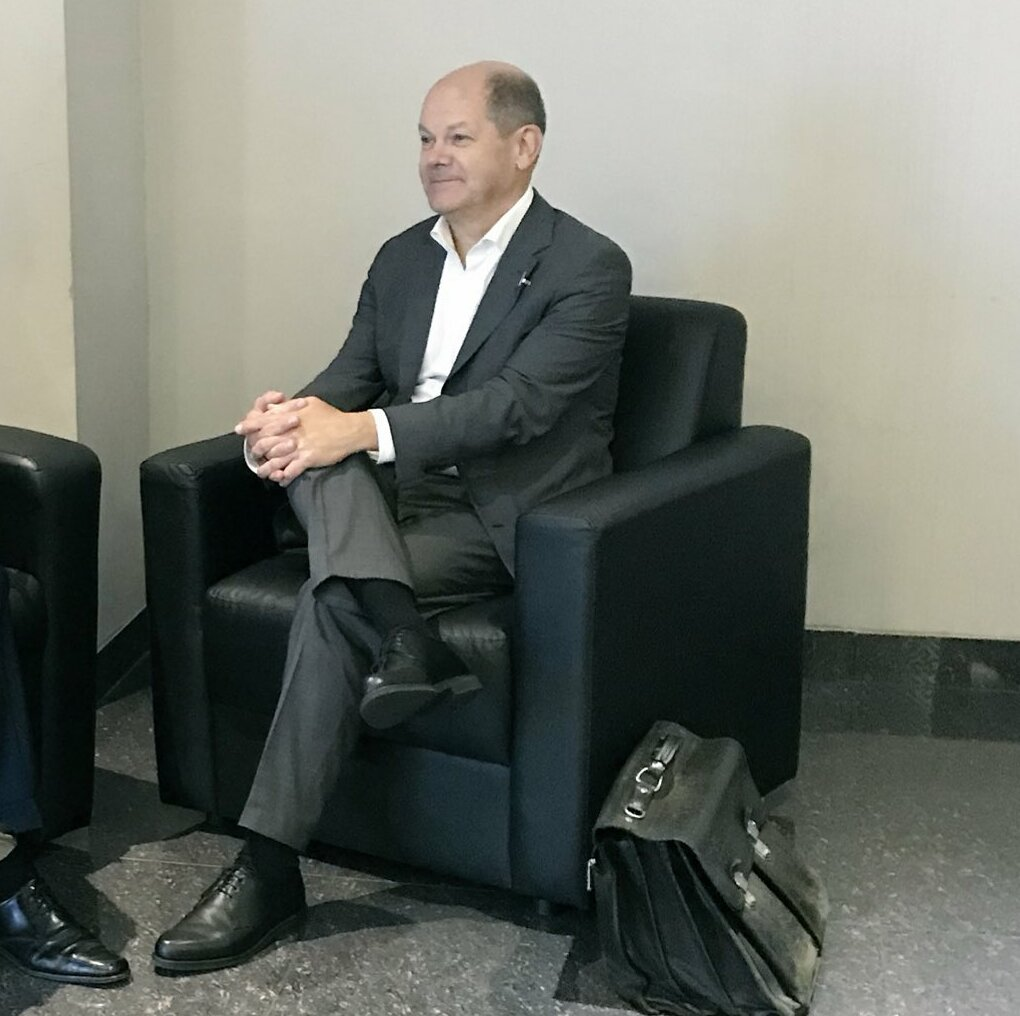
Scholz mit seiner Aktentasche (2018)

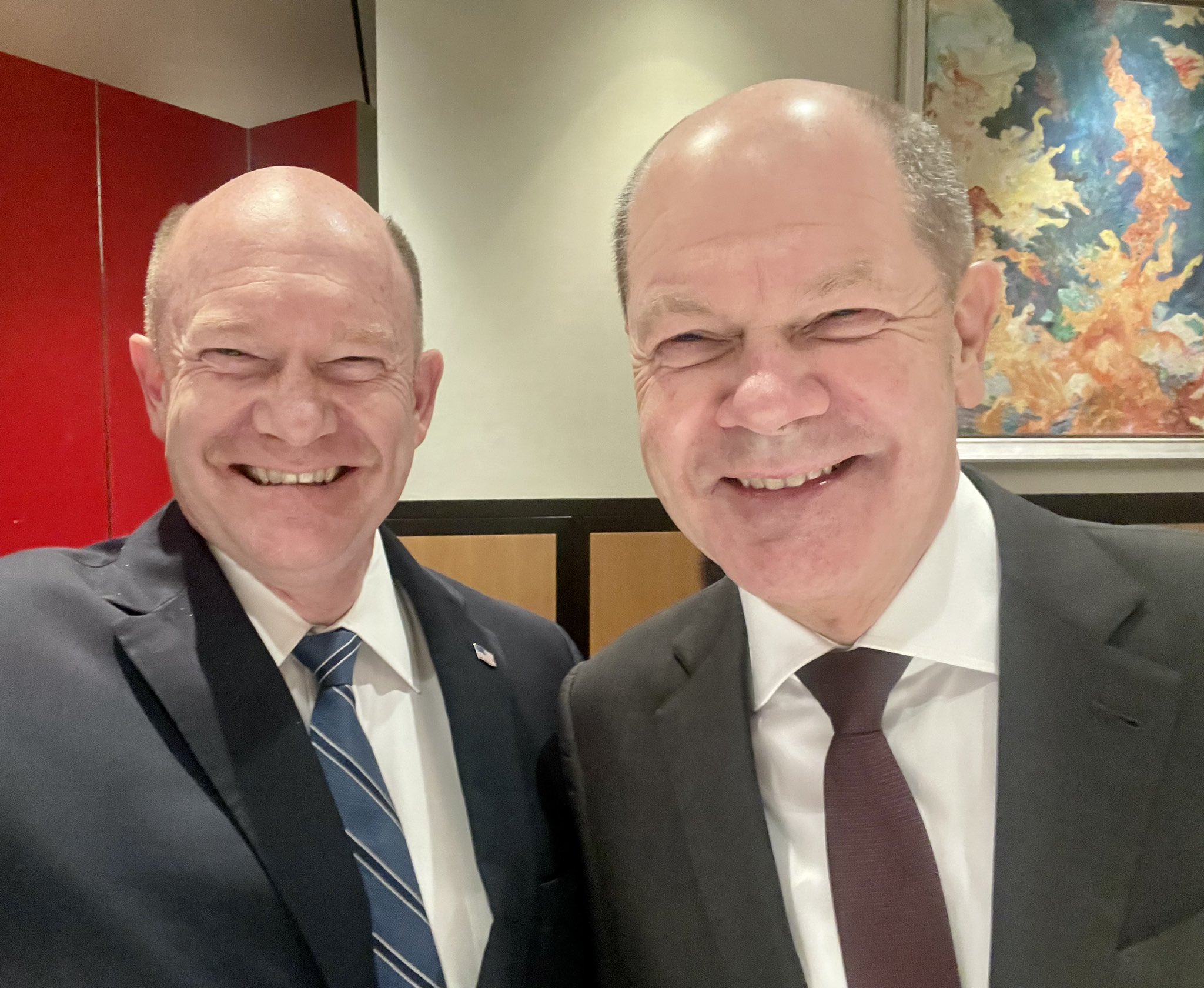
Olaf Scholz und der ihm ähnelnde Chris Coons 2024 bei einem Treffen während eines Amerikabesuchs des deutschen Bundeskanzlers

Wegen seiner automatisiert und mechanisch wirkenden Wortwahl und Sprechmelodie in Pressekonferenzen wurde Scholz von Medien (zuerst von Jan Roß in der Zeit vom 13. März 2003) als „Scholzomat“ tituliert. Er äußerte 2013 dazu, er habe die Zuschreibung als „sehr treffend“ empfunden.
2011 hatte Scholz einen Gastauftritt in der Improvisationscomedy-Sendung Dittsche.
2021 wurde Scholz in der satirischen Puppenserie Spitting Image als Schlumpf dargestellt. Die Figur bezieht sich auf eine Äußerung des bayerischen Ministerpräsidenten Markus Söder während einer Bund-Länder-Konferenz zur Corona-Politik im März 2021. Söder sagte zu Scholz, er solle nicht „schlumpfig herumgrinsen“.
Im November 2022 wurde als Geschenk der thailändischen Regierung eine neu gezüchtete Orchideenart auf den Namen Renanthera Olaf Scholz getauft.
Mediale Aufmerksamkeit erhielt Scholz’ schwarze lederne Aktentasche der norddeutschen Marke Bree. Er kaufte sie nach eigenen Angaben während des Referendariats, führt sie auch im Urlaub mit sich und bewahrt darin sein SPD-Parteibuch auf. Auch das erste Video auf Scholzens TikTok-Kanal im April 2024 handelte von seiner Aktentasche.
Im September 2023 stolperte Scholz beim Joggen und zog sich dabei eine Augenverletzung zu, wegen der er aus medizinischen Gründen eine Augenklappe tragen musste. Mit einem Porträtfoto, das auf seinem Instagram-Account veröffentlicht wurde, initiierte er eine Reihe von Memes zu dem Unfall und zu seinem Aussehen.
Mehrfach fand Scholz’ Ähnlichkeit mit dem Senator für den Bundesstaat Delaware Chris Coons Erwähnung. Scholz kommentierte anlässlich eines Treffens im Februar 2024: „Great to see my Doppelgänger again“ (Deutsch: „Schön, meinen Doppelgänger wiederzusehen“).

## Auszeichnungen und Ehrungen

### Auszeichnungen nichtstaatlicher Organisationen
- Global Citizen Award 2023 des Atlantic Council[223]

## Kabinette
- Senat Runde, Innensenator Hamburg, 2001
- Kabinett Merkel I, Bundesminister für Arbeit und Soziales, 2007–2009
- Senat Scholz I, Erster Bürgermeister Hamburg, 2011–2015
- Senat Scholz II, Erster Bürgermeister Hamburg, 2015–2018
- Kabinett Merkel IV, Bundesminister der Finanzen sowie Stellvertreter der Bundeskanzlerin, 2018–2021
- Kabinett Scholz, Bundeskanzler,  8. Dezember 2021 bis 6. Mai 2025

## Schriften (Auswahl)
- „You’ll never walk alone. Das sozialdemokratische Projekt in der globalisierten Welt“. In: Matthias Platzeck (Hrsg.): Auf der Höhe der Zeit: Soziale Demokratie und Fortschritt im 21. Jahrhundert. Vorwärts Buch, 2007, ISBN 978-3-86602-629-2, S. 47–51.
- Die Auswirkungen der Rechtsprechung des Europäischen Gerichtshofs auf das Arbeitsrecht der Mitgliedstaaten. In: Ulrich Becker, Olaf Scholz (Hrsg.): Studien aus dem Max-Planck-Institut für Sozialrecht und Sozialpolitik. Nr. 46. Nomos, Baden-Baden 2009, ISBN 978-3-8452-1916-5, doi:10.5771/9783845219165 (verfügbar unter CC-BY 4.0).
- Hoffnungsland. Eine neue deutsche Wirklichkeit. Hoffmann und Campe Verlag, Hamburg 2017, ISBN 978-3-455-00113-6.
- Die globale Zeitenwende. Wie ein neuer Kalter Krieg in einer multipolaren Ära vermieden werden kann. In: Foreign Affairs. Band 102, Nr. 1, 5. Dezember 2022 (foreignaffairs.com [abgerufen am 7. Dezember 2022] deutsche Fassung des Aufsatzes: The Global Zeitenwende. How to Avoid a New Cold War in a Multipolar Era).[224]
- Eine Frage des Respekts. Grundlagen des Vertrauens in Gesellschaft und Staat. In: Susanne Fischer, Gerd Hankel, Wolfgang Knöbl (Hrsg.): Die Gegenwart der Gewalt und die Macht der Aufklärung. Festschrift für Jan Philipp Reemtsma. Band 2. zu Klampen Verlag, Springe 2022, ISBN 978-3-86674-839-2, S. 458–468.[224]

## Podcast
- Helmut Stubbe da Luz: Ist Schmidt ein Vorbild für Scholz? Reihe: „Das Scholz-Update“, Funke-Mediengruppe, 22. Mai 2024.